# 日立鉱山の大煙突

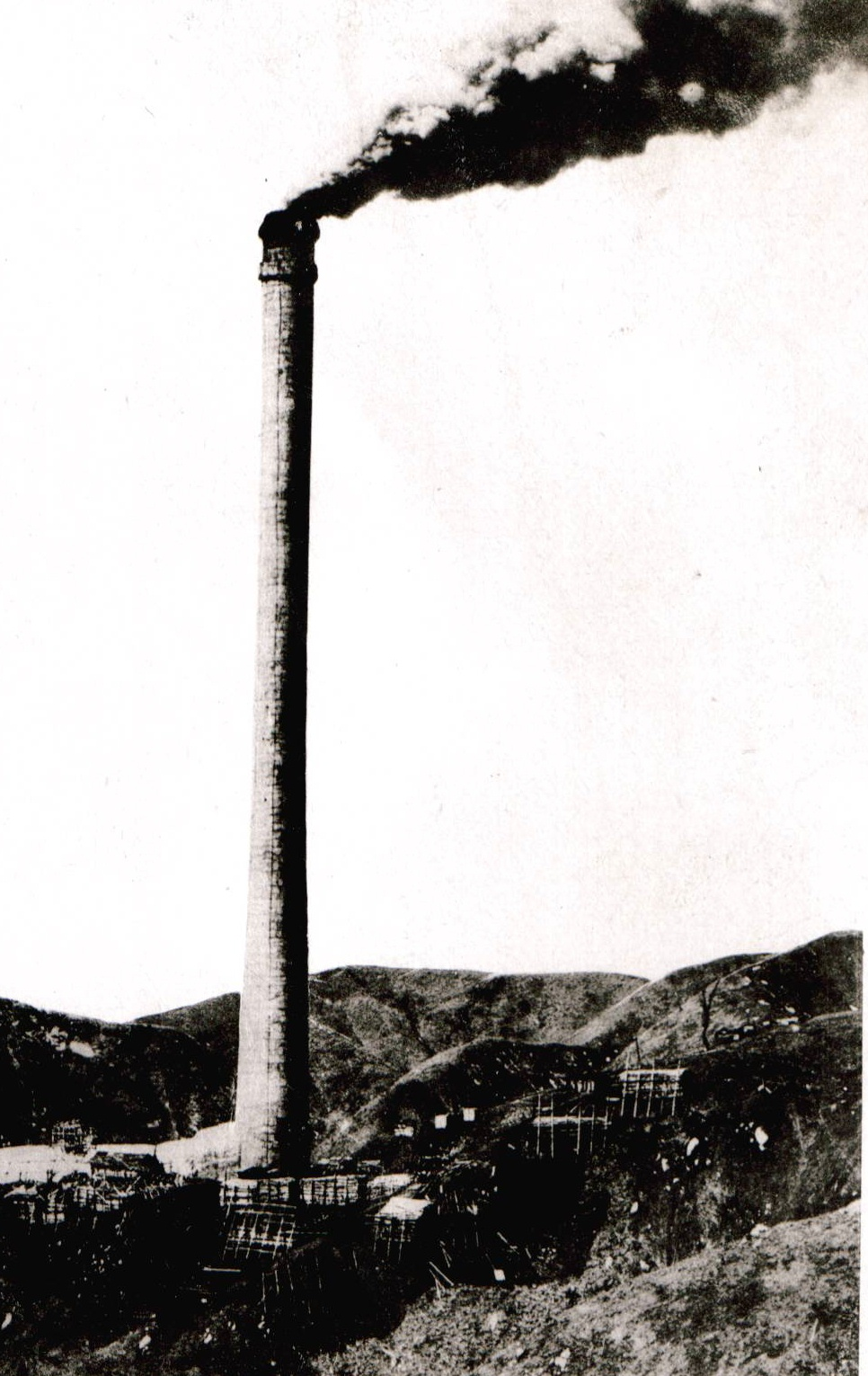
往時の大煙突

日立鉱山の大煙突（ひたちこうざんのだいえんとつ）は、茨城県日立市の日立鉱山で1915年（大正4年）3月1日に使用が開始された高さ511フィート（約155.75メートル）の煙突である。日立鉱山の大煙突は完成当時世界で最も高い煙突であり、日立鉱山の経営の重荷となっていた煙害問題の軽減に役立った。
その後は鉱工業都市日立の象徴的な存在となり、また大煙突の建設は新田次郎の小説『ある町の高い煙突』の中心テーマとして取り上げられ、その存在が広く知られるようになった。しかし1993年（平成5年）2月19日、約3分の1を残して倒壊してしまう。倒壊後に改修が行われ、高さは54メートルとなってしまったが煙突としての利用が続けられている。
なお、当記事では大煙突の他に明治末期から大正初期にかけて日立鉱山によって建設された、八角煙突、神峰煙道、第3煙突についても触れていく。

## 日立鉱山の急速な発展と煙害問題
日立鉱山や別子銅山に代表されるキースラーガ鉱床から産出される銅鉱石は黄銅鉱と黄鉄鉱が混在しているという特徴があり、鉱脈型の鉱床で黄銅鉱が主体である足尾銅山などよりも銅鉱石中の硫黄分が高く、煙害の主因である亜硫酸ガスが製錬時により多く発生することになる。日立鉱山では江戸時代から鉱害問題が発生していたが、まだ赤沢銅山と呼ばれていた1904年（明治37年）頃から煙害による被害が発生した。そして1905年（明治38年）の久原房之助の買収後、鉱山が急発展するに伴って煙害は拡大し、地域社会との大きな摩擦を生んだ。当時は製錬時の排煙から化学的に亜硫酸ガスを除去する方法は見出されておらず、排煙中の亜硫酸ガスを拡散させる方法もまた思うような成果を出せず、大煙突の建設と気象条件等で銅精錬に制限を設ける制限溶鉱によって煙害が軽減するまで、日立鉱山関係者の苦闘が続くことになった。

### 日立鉱山創業以前の鉱害と煙害問題
日立鉱山は戦国時代末期、佐竹氏の常陸統治時代に金山として開発が始まったと伝えられている。その後江戸時代に入り、水戸徳川家の時代に入り、寛永年間には赤沢銅山という名で銅山として採掘がなされたとの文献が残っている。赤沢銅山は江戸時代前期には早くも鉱毒を含んだ水の流出によって作物に被害を与える鉱害問題を引き起こしていた。江戸時代を通じて断続的に開発が試みられた赤沢銅山であるが、採算が取れなかったことと鉱毒水問題を重く見た水戸藩当局が開発規制を行ったと見られることから、銅山開発は思うように進まなかった。なお、江戸時代を通じて赤沢銅山による鉱毒によって被害を受けた場合、年貢の免除などの補償を受けていた。地域に鉱害の被害について補償する慣行があったことと、江戸時代の赤沢銅山時代、鉱害に苦しめられたことによって、鉱害を監視する意識を地域住民たちが植え付けられていたことは、後に日立鉱山周辺に煙害による多大な被害が発生した際、問題解決に影響を与えることになる。
明治時代に入り、赤沢銅山はしばしば開発が試みられるようになった。明治時代の赤沢銅山開発で問題となったのはやはり鉱毒水であった。鉱毒水の問題は鉱山側と地元住民との間にしばしば鋭い対立を生み、1904年（明治37年）には農商務大臣に対して操業停止の請願が出されるに至った。しかし赤沢銅山時代は鉱山経営が安定することはなく、経営規模も小さく経営者もしばしば交代していた。そして1904年（明治37年）の赤沢銅山操業停止請願の陳情書には初めて煙害について触れられている。それによると製錬所近辺は煙害の影響ではげ山となっているとして、今後被害が拡大していくのではないかとの不安を訴えていた。
なお、明治後半の赤沢銅山の製錬方法は焼鉱吹という方法であった。これは鉱山で採掘された鉱石を選鉱後、まずは薪で焙焼して鉱石中の硫黄分などを除去するとともに硫化鉄などを酸化させるという前処理を行った後、複数工程に分かれた製錬を行うという、全工程を通して極めて手のかかる上に、多くの燃料を消費する製錬法であった。

### 日立鉱山の誕生
これまで経営が軌道に乗ることが無かった赤沢銅山であったが、1905年（明治38年）12月11日に久原房之助によって買収契約がなされた後、急速に発展していくことになる。久原は藤田組経営者の一族であり、閉山やむなしと見なされていた小坂鉱山を、生鉱吹という当時としては画期的な製錬法によって再生させた実績を持っていた。しかし久原はかねてから藤田組から独立して自らが事業を行う野心を持っており、日本各地の鉱山についての情報を収集していた。そんな久原の前に赤沢銅山が売りに出されている話が飛び込んできた。調査の結果、有望と判断した久原は藤田組から独立し、赤沢銅山の購入に踏み切った。
1905年（明治38年）12月26日、赤沢銅山は日立鉱山と改名された。これが日立鉱山の開業である。久原が赤沢銅山の経営を引き継いでしばらくの間は、製錬方法はこれまで通りの焼鉱吹であり、採掘が行われていた本山と呼ばれる場所で製錬も行われていた。本山の製錬所に隣接する中里村の入四間地区では、日立鉱山開業の翌年である1906年（明治39年）に初の煙害が発生した。
ところで明治時代から第一次世界大戦期まで、銅は生糸、綿糸、石炭などとともに日本の主力輸出品であった。また19世紀後半以降、電気の普及、そして造船、造艦用、建築用資材、更には弾薬の薬莢などの使用が増大した影響で、世界的に銅の需要は急拡大していた。日本でも日露戦争期以降、やはり電気の普及、そして造船、造艦用、弾薬の薬莢用などの需要が増加し始めており、銅の内需も拡大していた。創業間もない日立鉱山はこのような銅需要の拡大を受けて急発展していくことになる。

### 大雄院製錬所と八角煙突

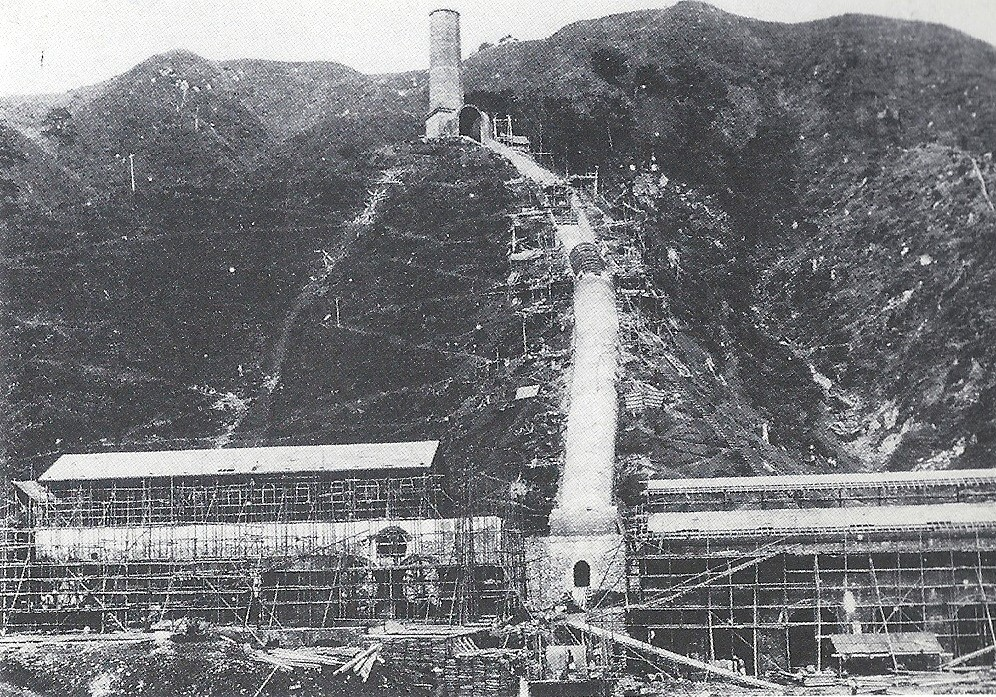
1908年（明治41年）、建設中の大雄院製錬所と八角煙突

前述のように日立鉱山開業当初、銅の製錬は採掘が行われていた本山地区で旧来の焼鉱吹で行われていた。1907年（明治40年）1月、本山地区に2号溶鉱炉が新設され、その後間もなく久原の小坂鉱山時代の部下であり、画期的な製錬の新技術である生鉱吹製錬法を生み出した竹内維彦と、竹内の右腕である青山隆太郎が小坂から日立鉱山に入社し、竹内は3月1日には日立鉱山の第2代所長に就任する。竹内、青山コンビは日立でさっそく新設の2号溶鉱炉で、採掘された含銅硫化鉄鉱のうち、粉状をした粉鉱は製団機で団鉱にするか焼結炉で焼結させた上で、まず塊鉱とともに少量の石炭ないしコークスで溶解し、産出された銅鈹をベッセマー転炉で粗銅とするという生鉱吹製錬法を開始した。
本山地区の2号溶鉱炉が稼動を開始し、銅の生産量が増えていくと、1907年（明治40年）5月に中里村の入四間、下、笹目の三集落の夏作のソバに激しい煙害が発生した。日立鉱山は入四間、下、笹目の三集落の代表と補償交渉の話し合いを持ち、補償金が支払われた。続いて同年の秋作のソバにも夏作を上回る煙害が発生し、栗やマツなどの山林にも被害が広がり、やはり鉱山側から煙害に対する補償金が支払われた。1908年（明治41年）には煙害はソバ以外の多くの作物、そして山林でもスギやクヌギなどにも被害が広がり、煙害の被害地域も更に拡大した。
銅の生産高の増加に伴う煙害が広まりだす中、日立鉱山の豊富な埋蔵量を把握した久原房之助は新たなる事業拡大に乗り出していた。久原はかねてから鉱業の宿命でもある事業の不安定性を懸念していた。いくら埋蔵量が豊富な鉱山であっても、採掘を続けていけばいつの日にか資源は枯渇する。鉱業経営を安定なものとするためには設備が整った規模の大きな製錬所を建設して、自山の鉱石ばかりでなく他の鉱山で採掘された鉱石も合わせて製錬する体制を築き上げる必要があると考えたのである。日立は国内の他の有力銅山よりも交通の便が遥かに良く、各地から鉱石を集めて製錬するいわば中央製錬所を建設するにはもってこいの場所であったが、なにぶん採掘の現場である本山は宮田川の最上流部の狭い谷間に位置していて、大製錬所を建設するのには不向きである。そこで白羽の矢が立ったのが本山から宮田川の約4キロ下流にあった寺院、大雄院周辺であった。大雄院は1470年（文明2年）創建と伝えられる、日立の周辺では由緒ある寺院として知られていたが、江戸時代の中期から後期に至って次第に衰微していき、1883年（明治16年）には失火によってそのほとんどが焼失し、廃寺寸前の状態となってしまっていた。久原は日立鉱山操業開始時からこの大雄院に着目しており、早くも1906年（明治39年）8月には大雄院敷地に50年の地上権設定契約を締結していた。
結局、大雄院は近くの耕養寺と合併することになり、墓地を含めた寺地は耕養寺の地に移転していった。こうして大雄院の跡地を利用できるようにした後、1908年（明治41年）3月から大雄院製錬所の建設が開始された。同年11月には本山から製錬部門の移転作業が開始され、11月29日には第1号溶鉱炉が操業を開始する。翌1909年（明治42年）には、1月に第2号溶鉱炉が操業開始したのを皮切りに、3、4号炉、1910年（明治43年）には5、6、7号炉、1912年（明治45年/大正元年）は8、9、10号炉と、大雄院の製錬所は急発展していく。溶鉱炉が続々と建設された上に、規模も本山時代よりはるかに大型のものであり、大雄院製錬所での製錬量は急増していく。これは日立鉱山の発展とともに、先述した久原房之助の構想である全国各地から鉱石を集め、製錬する中央製錬所構想が実を結んだために他ならない。
ところで他の鉱山から鉱石を購入して製錬を行う、いわゆる買鉱は明治末期、日立鉱山や小坂鉱山を先頭として広く行われるようになるが、その背景の1つとして煙害問題があった。これは全国各地に点在する鉱山それぞれで製錬を行っていくと、煙害が文字通り全国に広がることが懸念されるようになったのである。また、当時鉱山の製錬所が排出する排煙による煙害は社会問題化していた。そのため鉱害を撒き散らす鉱山経営に反対する声も高まっており、製錬所の経営は難しくなりつつあった。そのため製錬所機能の集約に繋がる買鉱の推進に拍車がかかり、一方、日立鉱山のような買鉱を行う大規模な製錬所は、大資本をバックとして煙害に対する補償や煙害防止対策に積極的に投資をしていくことが求められた。
新設された大雄院製錬所には、当初、その形状から八角煙突と呼ばれた中央煙突が製錬所の裏山に建設された。八角煙突はレンガ造であり、高さ80尺、（約24.2メートル）、太さは内径15尺（約4.5メートル）であった。当時は低い煙突を用いて煙害の被害地域を局限化するという手法が煙害対策の常識とされていた。八角煙突建設時の日立鉱山所長であった竹内維彦によれば、八角煙突はその煙害対策の常識に基づいて低煙突として建設されたという。大雄院精錬所の開設後、製錬過程で排出される排煙は八角煙突から排出されるようになった。
前述のように本山から峠を越えたところにある入四間地区では、日立鉱山の発展に伴い煙害が頻発するようになっていた。大雄院製錬所建設に際しては、峠を隔てたとはいえ、ほど近い本山にあった製錬所が東の大雄院へ移るので、移転後は煙害がほとんど無くなるであろうと鉱山側から言われたというが、実際には次節に述べるように銅の製錬量が激増したために煙害は本山時代よりも更に激化することになった。

## 激化する煙害
日立鉱山のような銅鉱山における煙害とは、主に鉱石中に含まれる硫黄が製錬時に亜硫酸ガスとなって排出されることにより、鉱山周辺の農地や山林に被害を与える現象である。また亜硫酸ガス以外に鉱石や金属が粉末化して排煙中に混じって排出され、それらもまた農地や山林に被害を及ぼす。銅鉱石の場合、鉱石中の硫黄分は20パーセントから35パーセントであり、当時、日立鉱山の鉱石と他の鉱山から買鉱によって入手した鉱石の硫黄分の平均は、約25パーセントであった。この鉱石中の硫黄分のうち、約4分の3が亜硫酸ガスとなって排出された。
前述のように1908年（明治41年）11月に本山から大雄院へ製錬機能の移転が始まり、その後大雄院での製錬機能が急ピッチで強化されていく。しかし製錬体制の強化とは対照的に煙害対策は全く進められず、結果として大雄院での生産拡大はそのまま煙害の激化へと繋がることになった。煙害は被害状況の深刻化とともに、被害地域も拡大していった。本山で製錬が行われていた時代には、煙害は本山近くの当時の中里村、日立村に限られていたものが、1909年（明治42年）から1910年（明治44年）になると農作物の被害は当時の1町6村に広がり、被害作物もソバ、タバコ、クワそして各種の野菜や果物類に広がった。また山林の被害は農作物の被害地域を上回る1町8村に及んでいた。
煙害の加害者である日立鉱山側は、煙害の原因は製錬に伴って排出される亜硫酸ガスであることを認め、1909年（明治42年）1月には日立鉱山庶務課内に煙害調査と被害補償について担当する地所係を置いた。このように鉱山側が煙害問題発生後、早期に被害補償に乗り出した理由としては、当時足尾銅山などの鉱害問題が大きな社会問題化していたことと、前述のように日立鉱山の前身である赤沢銅山時代に、鉱害の被害に対して補償を行う慣行があったこと、そして江戸時代からの経緯があって、地域住民たちの鉱害に対する意識が高かったことが挙げられる。
しかし被害地域の拡大と深刻化が進む中で、1910年（明治43年）以降、煙害に対する抗議の声が高まっていった。1911年（明治44年）1月には煙害被害地域の2町8村の町村長、郡会議員、地主などは煙害対策協議会を結成し、同年2月には開会中の第27回帝国議会に、煙害被害民代表119名が日立鉱山の煙害補償額に対する不満とともに、早急な煙害対策を求める請願を提出した。この頃になると激化する煙害は日立鉱山そのものの操業にも悪影響を及ぼすようになっていた。鉱山周辺の山林は煙害の影響で木が枯れ果て、茅が生えるだけか裸地と化していた。そのため土砂崩落や茅地の火事が頻発し、鉱山施設の操業に大きな支障をきたすようになっていたのである。このような状況下で日立鉱山は煙害対策に本腰を入れざるを得なくなった。

## 挫折続く煙害対策

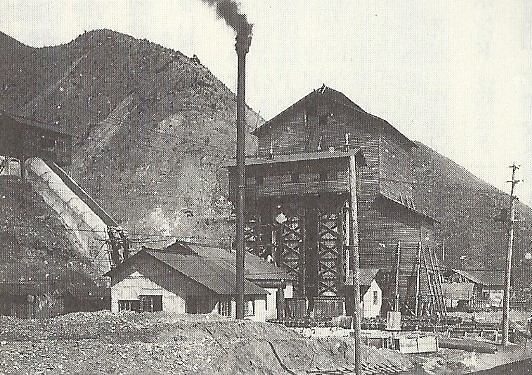
明治末期から大正初期にかけて、理化学的方法によって亜硫酸ガスの除去を目指した硫酸工場。結局製造した硫酸が思うように売れず、計画は断念された。

日立鉱山の急速な発展に伴う製錬量の急増は、当然のことながら煙害の激化を招いた。煙害の主因は主として排煙中に含まれる亜硫酸ガスであるため、煙害を防ぐには排煙中の亜硫酸ガス濃度を被害が出ない程度にまで薄めるか、または排煙中から亜硫酸ガスを除去すれば良い。被害の拡大と鉱山周辺住民との摩擦の激化を前に、日立鉱山側は2つの煙害防止策を進めた。排煙中から理化学的な手法で亜硫酸ガス成分を除去する試みと、排煙中の亜硫酸ガス濃度を低下させる試みである。

### 理化学的手法の挫折
煙害の主因は排煙中に含まれている亜硫酸ガスであるため、排煙中の亜硫酸ガスを取り除くことが出来れば問題は大きく軽減される。そのため日立鉱山では1911年（明治44年）6月に排煙中の亜硫酸ガスの活用とともに煙害減少を目的として、排煙中の亜硫酸ガスから鉛室法を用いて硫酸を製造する試験工場を建てた。しかし排煙中の亜硫酸ガス濃度が安定しなかったため、なかなか硫酸製造が上手くいかなかった。そこで硫化鉱を焙焼して発生する亜硫酸ガスを使用する方式に変更したところ、ようやく操業が可能となった。しかし当時はまだ化学工業が未発達であり、硫酸を使用する化学肥料や化学繊維工場も日本国内には無かったため、肝心の硫酸は思うように売れずに1915年（大正4年）12月には工場は休止に追い込まれた。
その他にも煙道に沈着した硫黄から二硫化炭素を精製し、殺鼠剤として売り出す試み、さらには溶鉱炉内に重油を加えて硫化水素を発生させ、亜硫酸ガスと反応することによって硫黄を回収するという還元溶鉱炉の試験も行ったが、やはり上手くいかなかった。

### 神峰煙道の建設

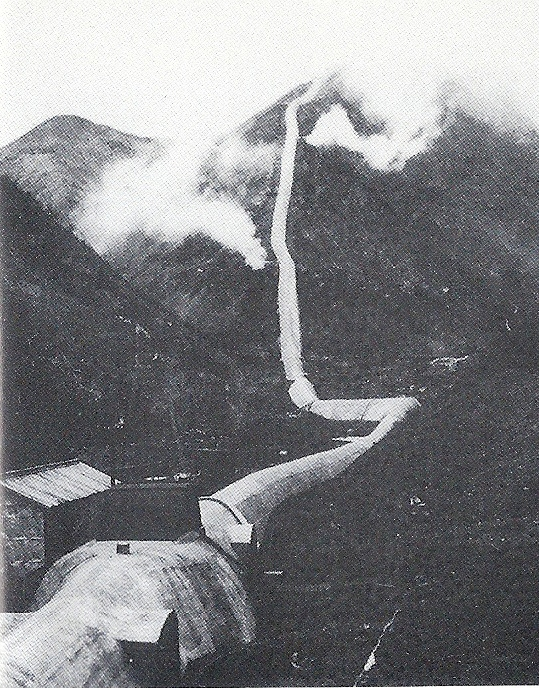
明治末期から大正初期に撮影された、排煙中の神峰煙道

排煙中の亜硫酸ガス濃度を低下させるためには排煙を空気で薄めて排出すれば良いと考えた日立鉱山当局者は、1911年（明治44年）5月に神峰煙道という新たな排煙施設を完成させた。これは大雄院製錬所から神峰山の尾根沿いに中腹まで延びる、総延長約1630メートルに及ぶ、高さ約7尺（約2.1メートル）、幅12尺（約3.6メートル）の鉄筋コンクリート製の煙道であった。神峰煙道は煙道中に200馬力の送風機を設けて排煙を送り込み、煙道に開けられた十数か所の穴から排出する仕組みであった。排煙が長大な煙道を流れる中で分散して排出されることによって、排煙中の亜硫酸ガスを中心とした有害物質の濃度を下げようと考えたのであった。神峰煙道はその形状と煙道の十数か所から煙を排出する様子が、巨大なムカデが山を這い上がりながら煙の手足をうごめかしている様子に例えられ、百足煙道との別称が付けられた。
神峰煙道は建設に至る経緯などについての記録が残っていない。そのため建設期間や建設費用については不明である。しかしこのような長大な煙道の建設には多額の費用と時間を要したものであると推察されている。
ところが排煙が空気よりも重いためか、分散して排出された排煙は風によって峠を越えた後、山の斜面に沿って流れ、谷間で再び集められてしまった上で人里まで降りてきたのである。特に入四間では神峰煙道は八角煙突よりも距離が近いこともあって、煙害が激甚を極める結果となった。当時、庶務課長として煙害対策など鉱害問題に対応していた角弥太郎によれば、神峰煙道は遠距離の煙害には相応の効果があったと見られるが、近隣の煙害についてはあまり効果が見られなかったとしており、結局神峰煙道は煙害防止にはほとんど役立たなかった。そのような中で神峰煙道はむじな燻しという有り難くないニックネームを付けられてしまった。
結局、神峰煙道は1915年（大正4年）3月1日の大煙突の使用開始後に煙突としての使用を中止した。その後、第一次世界大戦に伴う好況によって鉄の価格が暴騰した1917年（大正6年）から翌1918年（大正7年）にかけて大部分が取り壊され、鉄筋は回収された。但し敷地内の部分については、第3煙突や大煙突の煙路として使用されていたため、撤去されずに残された。残存部分のうち大煙突より先は、常磐自動車道の建設に際して撤去された。大煙突に至る密閉煙路部分は、現在も使用されている。

### 幻の神峰煙道延長計画
多額の費用と日時をかけて建設したと考えられる神峰煙道であるが、期待に反してほとんど煙害防止の役に立たなかった。この状況を踏まえて久原房之助は神峰煙道の大延長構想を立てた。総延長約1630メートルの煙道では排煙の希釈効果が薄いのならば、もっともっと煙道を長くして多数の排出口を設ければ排煙希釈の実が挙がると考えたのである。実際にどのくらいの延長を構想していたのかは計画書が現存しないために不明であるが、神峰山の山頂付近まで煙道を延ばし、排煙口も20ないし30といった数で設ける計画ではなかったかと推察される。
この計画については1912年（明治45年）5月に日立鉱山所長から久原本部の支配人となった竹内維彦から、久原房之助に宛てた書簡の中で触れられている。書簡は1912年（明治45年）6月初旬に書かれたものと推測されており、神峰煙道の延長計画の実現を厳命する久原に対して竹内は、延長工事のために人夫を募集したもののちょうど東北地方の田植え時期に重なったため思ったように人が集まらず、更に煙道を大延長するとなると、排煙を行うために要する送風機を起動する電力の問題や煙道の断面積をどうするか、そして莫大な建設経費、煙道の運用コスト、短期間ではとうてい済みそうもない建設にかかる日時など、煙道大延長を行うに当たっての数々の大問題に苦悩した内容となっている。
しかし神峰煙道の大延長計画はまもなく中止に追い込まれた。1912年（明治45年）6月15日、政府から排煙ガス濃度制限命令が出され、政府の意向に沿った排煙対策を実施せざるを得なくなったためである。

### 第3煙突の建設

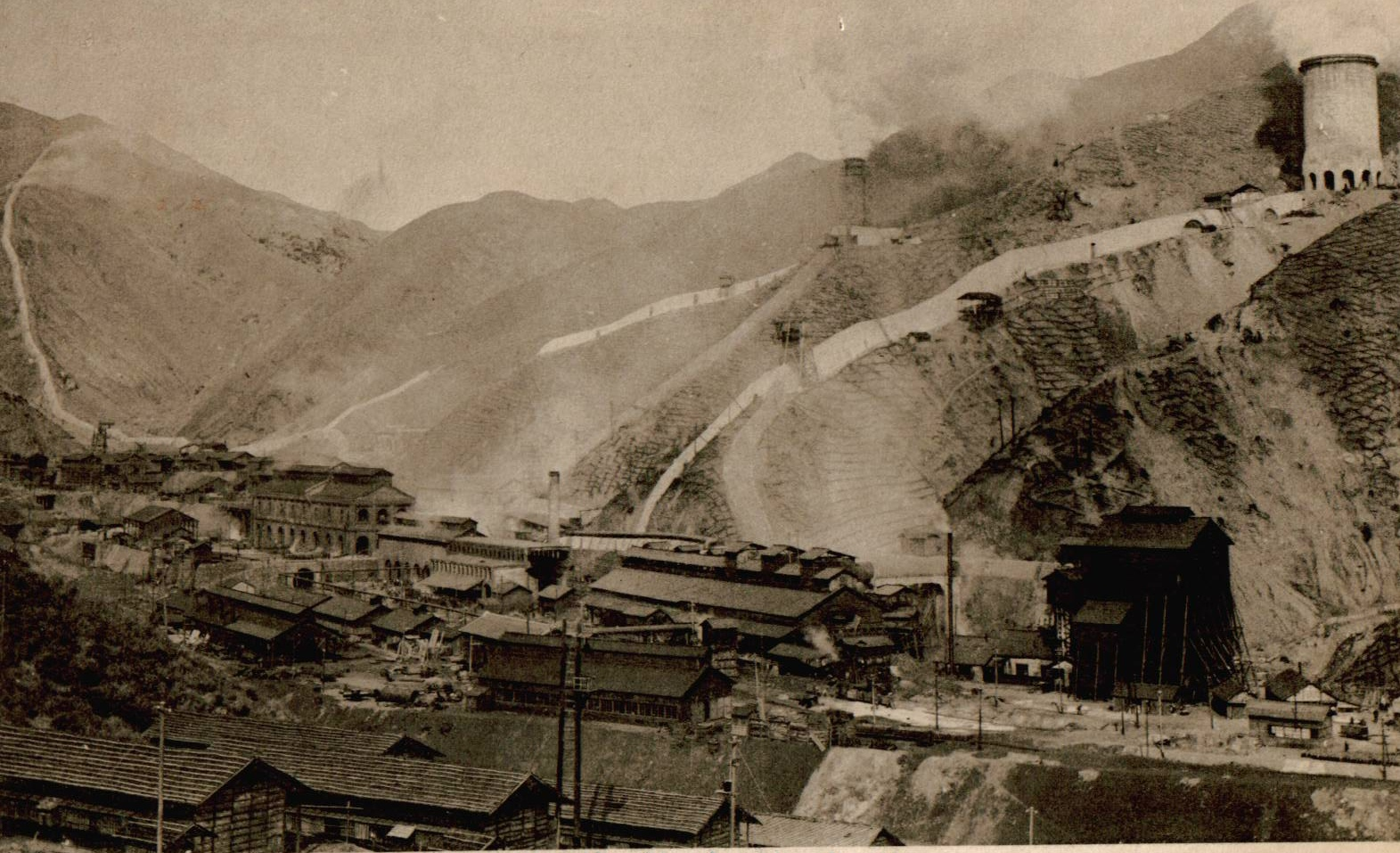
大正初期、八角煙突、神峰煙道、第3煙突が揃って排煙中の状況。左から神峰煙道、八角煙突、第3煙突

1912年（明治45年）6月15日、竹内維彦は農商務次官から煙害防止のため、亜硫酸ガスの濃度を規定値以下にした上で排出すること。排煙が煙室を通過する速度を規定値以下にした上で煙室内に沈殿した煙塵を適宜除去するか、さもなければ煙塵を収集する装置を設けること。そして上記の目的を達成するための施設の設計図を、同年12月25日までに農商務大臣に提出し、認可を受けるよう等の命令を受けた。これは日立、足尾、小坂、別子などといった有力銅鉱山周辺で激しい煙害が発生し、大きな社会問題を引き起こしている状況を見た農商務省が、学者らの協力を仰いだ上で決定した煙害対策を各鉱山に実施させようとしたものであった。更に農商務省は1913年（大正2年）3月に、麦作の影響を防ぐために4月半ばから5月半ばにかけての30日間、そしてタバコの作付に対しての影響を防ぐために6月半ばから8月初めの50日間の亜硫酸ガス濃度を引き下げるように命じた。これらの農商務省の命令は「排煙ガス濃度制限命令」と呼ばれ、排煙中に含まれる亜硫酸ガス濃度を低下させることによって、煙害を軽減させようともくろんだものであった。また、排煙が煙室を通過する速度を規定値以下にした上で煙室内に沈殿した煙塵を適宜除去するか、さもなければ煙塵を収集する装置を設けることとの規定は、排煙中に含まれる有害な煙塵の除去を目的としたものである。
この命令を受けて日立鉱山側は1912年（大正元年）の年末、農商務省に計画書を提出した。計画では政府の命令に従って排煙中の亜硫酸ガス濃度を低下させて排出させるために、新たに3本の煙突を建設するとしていた。3本の煙突の建設場所は、神峰煙道の先端に第1煙突、製錬所の裏山、既存の八角煙突よりも高所に第2煙突、第3煙突を建設する予定であった。ちなみに第2煙突の建設予定場所は後に大煙突が建設された場所であった。
3本の煙突のうち、第2、第3煙突は全く同じものであった。高さ約36メートル、内径約18メートルという樽を思わせるずんぐりとした形状であり、煙突内部には高さ約11メートルの卵形をした煙突が6基配置されていた。第1煙突は第2、第3煙突よりも一回り小さく、高さ約24メートル、内径約11メートルの煙突内部に卵形をした煙突が4基配置されているものであった。このような構造を採用した目的は、煙突内部に配置された複数の小型煙突に排煙を分散することによって効率的に空気と混合させることにあった。その上で煙突の底部に扇風機を複数設置し、空気を送り込んで排煙を希釈するとした。しかし当時の日立鉱山は電力不足であり、計画中の夏井川の発電所が完成後に扇風機は使用するとして、煙突完成後2年間は排煙中の亜硫酸ガス濃度の基準を緩めてもらうよう要請した。結局、計画案、そして期限を区切った亜硫酸ガス濃度の基準緩和について農商務大臣の認可を得ることに成功した。
しかしながら日立鉱山当局者はこの農商務省の命令に基づく煙突の効果に大きな疑問を持っていた。なぜならば排煙を希釈して排出する目的で建設された神峰煙道がほとんど効果が無く、排煙を希釈させて排出する手法そのものを疑問視していたためであった。しかし政府の命令を無視することもできない、そこで計画案にある3本の煙突のうち、まずは第3煙突のみ造ってみて様子を見ることにした。

### 役立たずの第3煙突

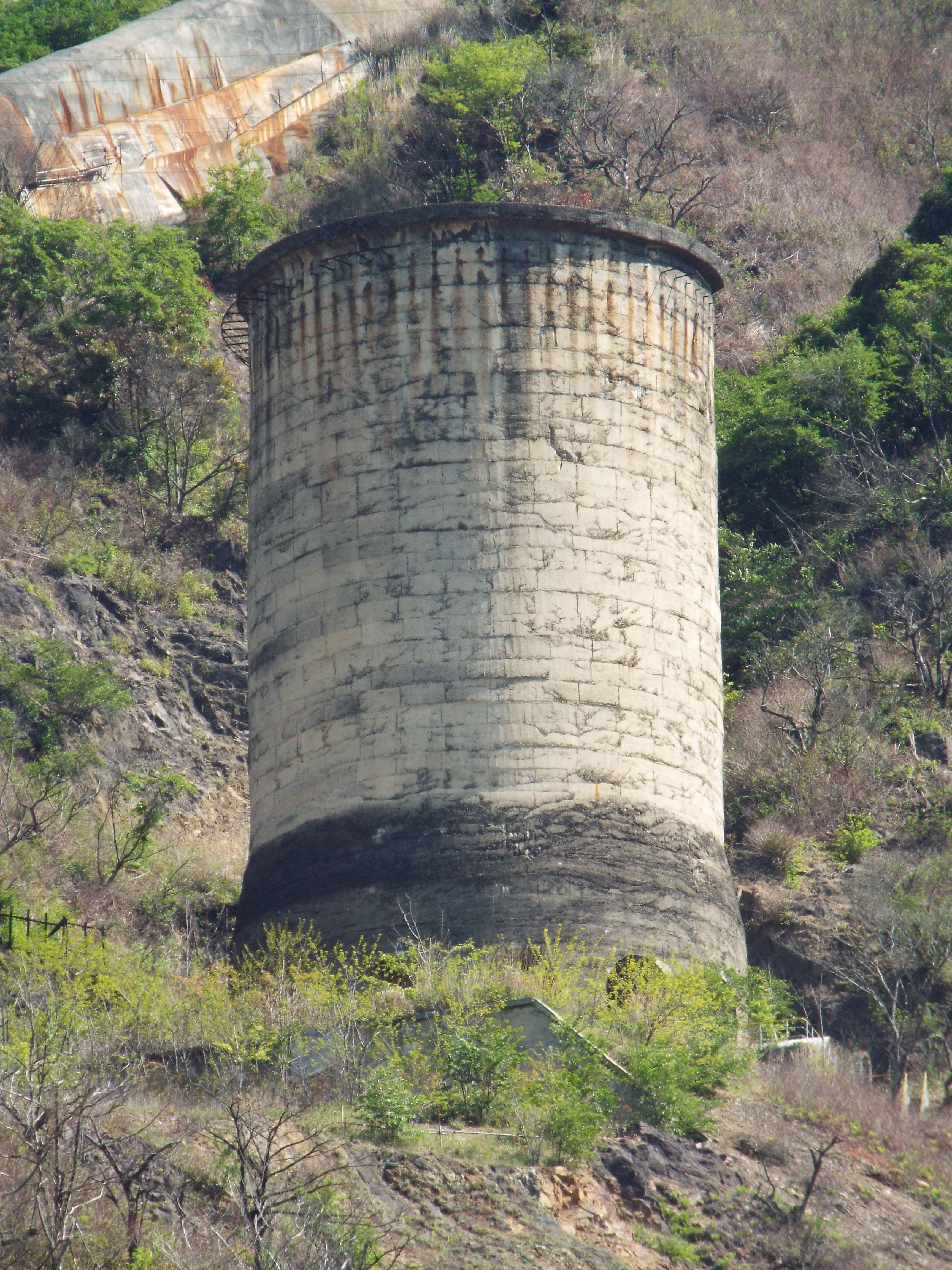
現在の第3煙突

1913年（大正2年）6月、鉄筋コンクリート造の第3煙突は完成し、使用が開始された。第3煙突建設の主目的は排煙中の亜硫酸ガス濃度を希釈させて排出することである。そこで煙突完成後、農商務省が提示した基準値がクリアされているかどうかテストが行われた。テストの結果は極めて良好であった。前述のように電力不足のために扇風機の使用が行われない状況下であったが、その状態でも農商務省の規制値を優にクリアする低濃度を達成していた。つまり第3煙突は排煙を薄めて排出するという点では目標を達成した。
しかし日立鉱山当局者が危惧していた通り、第3煙突は肝心の煙害軽減には全く役立たなかった。同年夏には茨城県北部の主要作物の1つであったタバコに甚大な煙害が発生した。そして煙害は日立鉱山関係者にまでも直接的な被害を及ぼすようになってきた。鉱山住宅に住む労働者たちから苦情が出されるようになり、大雄院の小学校校長からは煙害が原因の咳で子どもたちが苦しんでいるので何とかしてほしいとねじ込まれる始末であった。
この政府の命令によって建設された煙突は、農商務省に提出された計画書内では第3煙突という名称が付けられていたが、第3煙突と呼ばれることはまれで、ずんぐりしたその形状からタンク煙突とかダルマ煙突、また政府の命令によって建設されたため命令煙突、しまいには政府の命令に従って日時と費用を費やして建設したのにもかかわらず、全く煙害軽減に役立たなかったために阿呆煙突とも呼ばれるようになってしまった。結局、第3煙突も神峰煙道と同じく1915年（大正4年）3月1日大煙突の使用開始後に廃止された。廃止後、第3煙突は神峰煙道とは異なり、取り壊されること無く残っている。

## 煙害被害者と鉱山側との対立の激化
1911年（明治44年）5月の神峰煙道の完成後も激しい煙害は止むことが無かった。同年7月には多賀郡南部10カ村から茨城県知事に対して、煙害の補償問題解決のために県費による調査機関の設立を要請する請願が提出された。そして9月には麦の補償問題がこじれた国分村村民約600名が、日立鉱山に押しかける騒ぎとなった。11月には茨城県通常県会は、満場一致で煙害についての調査と被害者救済を進めるという内容の「日立鉱山の煙害に関する意見書」を決議するに至った。1911年（明治44年）の煙害被害地域は現在の日立市全域と高萩市、常陸太田市の一部にまで拡大した。
翌1912年（明治45年/大正元年）に入ると煙害は更に激しさを増していった。とりわけ鉱山に近い入四間地区は、1915年（大正4年）3月大煙突の使用開始までの間、激烈な煙害に見舞われることになった。しばしば煙害に襲われた入四間では、山林が枯れて肥料が作れなくなり、煙害に加えて堆肥まで無くなるという事態に陥ったため、作物の生育もままならなくなっていった。またクワも枯れてしまって養蚕も出来なくなり、生計の維持が困難になりつつあった。絶望的な状況下、故郷を捨てて移住する案が真剣に考えられるようになり、実際、栃木県那須への集団移住が検討されるに至った。
また日立鉱山側と鋭く対立したのがタバコ生産者であった。タバコは煙害に極めて弱く、日立鉱山の排煙は特産であった水府煙草を直撃したのである。タバコの専売収入は国の貴重な財源であったこともあり、煙害の激化とともにタバコ生産者とのトラブルは激化していった。1913年（大正2年）7月、水府煙草生産同業組合は日立鉱山側に対して、早急に煙害防止策を講じるか、さもなくばタバコの生育期間である5月1日から9月20日までの製錬を中止することなどの7項目の要求を突きつけた。そして翌1914年（大正3年）7月になると、水府煙草生産同業組合は日立鉱山側からの補償が不十分であるとして、まずは鉱山側との直接交渉で事態打開を目指すものの、不調に終わった場合には茨城県知事への陳情、さらに専売局長を通じて大蔵大臣を動かし、大蔵大臣と農商務大臣との大臣折衝で製錬中止を目指すといった運動方針を決議する。
1914年（大正3年）、煙害はピークに達していた。当時、日立鉱山側と煙害被害者との間には一触即発の空気が流れ始めていた。同年6月、被害民約80名が日立鉱山事務所に押しかけた。7月の地元新聞報道によれば、煙害被害民たちは最後の手段として1万5000人で日立鉱山を襲撃、包囲して鉱山側に要求貫徹を迫る作戦準備、戦闘準備が出来ていると報じ、また同月の別の報道でも、近日中にタバコ農家の煙害被害者たちが何らかの具体的行動に打って出るであろうと言ったと伝えていた。
1914年（大正3年）には、日立鉱山の煙害補償金の支払い総額は約24万円に達した。当時、日立鉱山の事務所には煙害の賠償を求める人々や、煙害防止設備建設を訴える人々がひっきりなしにやって来ていた。その上、前述のように煙害は日立鉱山関係者にも被害をもたらすようになっており、鉱山における保健、衛生問題も降りかかってきた。これまで取られてきた煙害対策は事実上全て効果が無く、鉱山内外から持ち上がる諸問題をその場限りで何とか片付けるのがやっとであった。前途に光明が見いだせない中、関係者には徒労感が募っていった。しかしまだ唯一希望が残されていた。1914年（大正3年）4月、農商務省から大煙突の建設認可が下り、その建設が始まっていたのである。

## 久原房之助の大煙突建設案

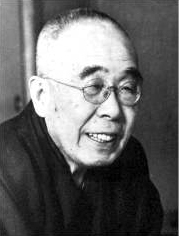
大煙突の建設を提唱し、建設の断を下した日立鉱山経営者の久原房之助。

激しさを増す煙害と煙害被害者である地域住民との軋轢が高まる中、煙害対策は挫折続きであり、日立鉱山の関係者には徒労感が募りだしていた。このような中、日立鉱山の最高経営責任者である久原房之助が、当時の常識から考えると極めて常識外れのことを唱えだした。久原は煙害対策のためには低い煙突を用いて被害地域を局限化すべきとの当時の常識に真っ向から反し、高い煙突を建設しようと提案したのである。これが日立鉱山の大煙突建設の発端であった。
久原がなぜ高い煙突の建設を主張するようになったのかというと、彼はかつて経営していた小坂鉱山での経験を理由として挙げた。小坂鉱山での経験では煙はまっすぐ上昇するので、煙突を高くすれば上昇した煙は高層気流に乗ることによって拡散し、間違いなく煙害は減らせると主張したのである。また硫黄を噴出する富士山のような火山もまた、高所から噴出するがゆえに人家に影響を与えることが無いとも考えた。従って当時の製錬法では大量の亜硫酸ガスを出さざるを得ない以上、出来うる限り高い煙突を建設し、亜硫酸ガスを上層気流に放出して飛散させるしか方法は無いと、大煙突建設の正当性を主張した。

### 大煙突案への反論
久原が提唱した大煙突案は、当時の常識に反したものであったためさっそく反対論が噴出した。当時考えられていた最も有効的な煙害対策というものは、まず硫黄分を低下させた鉱石を製錬に用い、製錬によって出される亜硫酸ガスを含む排煙は、空気と混合させて排煙する仕組みを持つ低い煙突を用いて排出することによって被害地域の局限化を図り、排出後は速やかに空気中に拡散させて亜硫酸ガス濃度を十分低下させることを狙うといったものであった。久原の構想は有効と信じられていた煙害対策とは大きく異なるため、多くの反対論が唱えられることになったのである。
反対論の中でも最も強く唱えられたのが、煙突を高くすれば高くするほど排煙の拡散範囲が広くなり、結果として煙害の被害地域が拡大するという意見であった。また、そもそも煙害が発生するのは雨天や霧や靄が出るような悪天候の時であり、そのような天候時には排煙は上昇せずに地表低く流れてしまうため、少しくらい高い煙突を建てても無意味であるとの意見、更には高いところから排煙を排出すると気温が低いため、水蒸気が凝縮して排煙の容積も減少するため、速やかに地上に降下するのではという意見や、高所では気圧が低下するため排煙の浮揚を妨げるのではとの説を唱える者もいた。そして莫大な費用を費やして高い煙突を建てるくらいならば、化学的に亜硫酸ガスを除去する装置の開発に投資して欲しいとの意見も出た。

### 煙害対策における大煙突の有効性についての検証
久原が唱えた大煙突建設に対して多くの反論が唱えられる中、日立鉱山の技術陣は実際に各種のデータを集める中で大煙突の有効性を検証していった。この検証は大煙突方式の有効性の実証のみならず、実際に建設された大煙突の設計に生かされていくことになる。

#### 八角煙突、第3煙突での排煙拡散状況の観察とデータ収集
日立鉱山の技術陣は既存の八角煙突と第3煙突で排煙の拡散状況について調査を行った。まず排煙を希釈させてから排出する方式の第3煙突における排煙の拡散状況についての観察から、希釈された排煙は第3煙突から排出されても思うように拡散しないばかりか、空中に拡散するよりも、むしろほぼ排出されたままの濃度で地上まで降りて来る傾向があり、地上に降りてしまった排煙が風によって各地に運ばれ、煙害を引き起こすとした。
一方、排煙を薄めて排出する機能が無い八角煙突では、煙突から排出された濃度の濃いままの排煙がどのように拡散するのかを実測した。すると第3煙突の薄められた排煙よりも希釈の効率が良いことが判明した。これらの結果から、人為的にある程度排煙を薄めた上で排出するよりも、自然に排煙が希釈されていくことを利用した方が効率的であると判断した。そこで煙突から排出された後の排煙の希釈率と地上で煙害が発生する場合とを勘案して、拡散がよりスムーズに進む状態で排煙させることが煙害軽減の鍵となるとした。
具体的には製錬所裏山の高所に高い煙突を建設すれば、排煙が地上に達するまでの間に広い空間が確保できるため、人為的に排煙を薄めた上で排出するよりもより薄められた状態で地上に達すると考えられ、また排煙が地上にまで降下する確率も低くなると判断した。つまり高い場所から排煙を出した方がより排煙の濃度が低下し、また再び地上に降下する確率も下がると主張したのである。

#### 高層気象観測

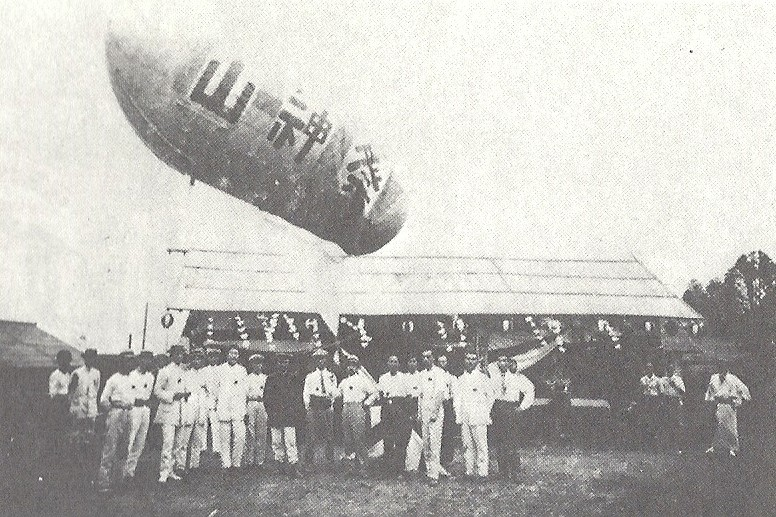
大正初年、日立鉱山の山神祭で揚げられたアドバルーン。このアドバルーンが日立鉱山での高層気象観測開始のきっかけとなったと伝えられている。

久原が主張する高い煙突が煙害対策に役立ちそうだとの感触を得るようになった日立鉱山の技術陣であったが、高い煙突を建てるといっても、はっきりした根拠も無いままに建設に踏み切るのは問題であるとの声が挙がった。またいったいどのくらいの高さの煙突が良いのか、そもそも技術的にどのくらいの高さの煙突まで建設が可能なのかについても検討されるようになった。そこで神峰山の頂上に観測所を設けることになり、神戸海洋気象台に勤めていた藤原咲平の指導を受け、高層気流の観測を開始した。続いて高層気流観測のために気球を揚げることになった。そこで当時気球の研究を進めていた陸軍の臨時軍用気球研究会に職員を派遣し、委員を務めていた田中舘愛橘らから気球の製作、係留方法、そして揚げ方の指導を受けた。
臨時軍用気球研究会で気球について学んだ後、気球製作所から30 m3と50 m3の係留気球を購入した。購入した気球は鉄くずに希硫酸をかけて発生させた水素を詰め、風力、風速、気圧などを測定する機器を搭載して、神峰山頂上から揚げて高層気象観測を行った。また臨時軍用気球研究会から気球製作所を紹介され、気球製作所の社長が日立鉱山をしばしば訪れるなどして指導を行い、その指導のもとで日立鉱山側は気球を製作し、高層気象観測を進めたとも伝えられている。
この大煙突建設のための気球による高層気象観測は約1年間行われたと伝えられていて、当初、神峰山山頂で行われていた観測は、まもなく宮田小学校がある付近にあった福内農場に移転したと考えられている。この福内農場で気球を用いた高層気象観測時に、上空で気球が強風に煽られて支え綱をつけたまま飛ばされてしまったため、係員が必死になって追いかけたことがあったとの話も伝えられている。

#### 風洞、そして久慈川での実験
高層気象観測の他にも大煙突の有用性を検証する試みがなされた。まず風洞による実験が行われた。続いて煙突の高さと煙害について考察するために久慈川で実験が行われた。久慈川での実験はまず川底にヘチマを並べて貼りつけ、その中心にゴム管を繋げたガラス管を立てた。その上でゴム管に赤インクを注入し、赤インクの広がり具合を観察した。底にゴム管を繋げたガラス管は煙突、川の流れは気流、赤インクは排煙、そしてヘチマは農地や山林に見立てたのである。もちろん煙突に相当するガラス管の長さは長短さまざまな場合で実験を重ね、排煙に当たるインクの流量も変えながらデータを集めた。実験結果から煙害を防ぐためには煙突は高い方が良いことが示されたが、煙突を高くするだけでは煙害を無くすことは不可能であるとの結論が導き出された。
このように大煙突の有用性を示すデータは積み重ねられてきたというものの、未だその有用性に確証を持てる段階には至らなかった。建設反対派はあくまで煙突の高さは高ければ高いほど被害地域が拡大するとして、巨額の費用を投じて大煙突を建設した挙句、煙害の被害地域を広げてしまい今まで以上の賠償金を支払わねばならない羽目に陥ったらどうするのかと主張し続けた。
結局久原は
と、大煙突建設の断を下した。久原の決断には、当時の景気動向は堅調で、日立鉱山を始めとする久原の事業は急速に発展している最中であり、煙害対策のための大煙突建設という生産に直接プラスとならない大規模投資が可能であったという背景があったことも見逃せない。

## 大煙突の建設

### 世界一を目指した大煙突

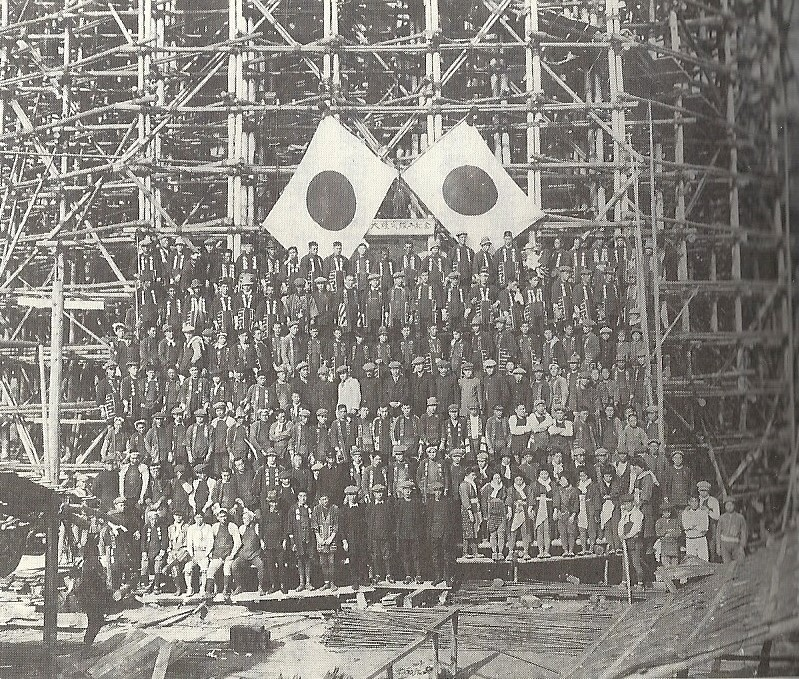
巨大な大煙突の外足場前で記念撮影を行う工事関係者たち。

紆余曲折の末、大煙突の建設が決定されたが、高い煙突から排煙を行うことによって煙害を起こす有害物質を拡散させるという建設の狙いから考えると、煙突の高さは高ければ高いほど目的を達成できる可能性が高まることになる。しかし技術的問題や建設コストを考えると、当然建設可能な煙突の高さには限界がある。大煙突の建設決定に当たり、まず建設する煙突の高さが問題となった。久原房之助は当初、350尺（約106.06メートル）のものを考えていたというが、久原の右腕であった竹内維彦は500尺（約151.52メートル）の鉄筋コンクリート製の煙突を丘の上に建設する案を提示した。技術者上がりであった竹内は、これまで行われてきた高層気象の観測データ、風洞や久慈川で行われた模擬煙突の拡散実験データを踏まえ、500尺案を提案していったものと推測されている。大煙突の下書き設計書は、大煙突建設反対派が主張した100尺、そして300尺、500尺のものがあるが、結局竹内が主張する500尺案をベースに計画が進められることになった。
実際に建設された大煙突は500尺よりも少し高いものとなった。現在残っている記録によれば、大煙突の設計図上では510フィート（約155.45メートル）であり、また1917年（大正6年）の土木学会誌の「日立鉱山の現況」では511尺（約154.85メートル）と紹介されている。一方、大煙突設計の総責任者宮長平作は511フィート（約155.75メートル）であるとしており、日本鉱業の社史でもやはり511フィートであるとしている。また日立鉱山史の本文においても511フィートのメートル換算である155.7メートルとなっており、一般的には設計の総責任者の宮長が言う511フィートであるとされている。
なぜ竹内が提唱した500尺の煙突が最終的に511フィートとなったのかというと、当時世界最高のアメリカグレートフォールズの508フィート大煙突を越える高さの煙突に設計変更されたためであった。当初の設計よりも少し高くしさえすれば世界一の高さの煙突となるわけであるから、せっかくならば世界一のものを造ろうということになったのである。しかも1908年に建設されたグレートフォールズの大煙突はレンガ造りであったが、日立鉱山の大煙突は鉄筋コンクリート造の計画である。当時の日本はコンクリート技術の黎明期であり、鉄筋コンクリート建築も広まっていなかった。このような状況で、世界で最も高い煙突を鉄筋コンクリートで造ろうという野心的な大工事が始められることになった。

#### 大煙突の建設認可
1914年（大正3年）4月8日、日立鉱山所長の斉藤浩介は、農商務大臣山本達雄に対して大煙突の建設申請を提出した。申請の中で斉藤は、政府の命令に基づき排煙を希釈して排出する第3煙突を建設したが、その稼働状況から判断すると、日立鉱山の場合は地形的に出来うる限り高所から排煙を放出して自然希釈させる方が煙害防止に役立つと判断したと大煙突建設の根拠を説明した。その上で、製錬所裏山の高地に500尺（約151.5メートル）の大煙突を建設したいと考えているので、特別の計らいをもって認可をお願いしたいとしている。
また、もし大煙突を使用した結果、煙害防止状況が不良に終わった場合でも、既存の八角煙突、神峰煙道、第3煙突そして大煙突の計4本の煙突を使用して排煙を行えば、政府の亜硫酸ガス濃度規制値を十分クリアできるとした。そして大煙突の工事竣工期限は1914年（大正3年）12月31日としていた。
当時の主流学説に反する大煙突の建設申請については、あらかじめ久原房之助から農商務省に対して根回しが行われていたと考えられている。認可に当たっては農商務大臣の山本達雄と次官の橋本圭三郎の理解を得て、大臣と次官の配慮もあって日立鉱山に例外として試験的に大煙突建設が認められたとされている。実際の大煙突の建設認可は4月14日に下りた。

### 大煙突の設計、施工内容

#### 大煙突本体
大煙突設計の総責任者は当時30歳の宮長平作であった。宮長は大煙突の建設に先立って石岡第一発電所の建設工事を指導していた。石岡第一発電所は施設全般に渡って鉄筋コンクリートが用いられた日本初の発電所建設であり、中でも困難な水路工事、そして世界初の試みとなった鉄筋コンクリート製のサイフォンを建設するといった活躍を見せていた。宮長は石岡第一発電所に続いて、世界一の高さの鉄筋コンクリート煙突の設計という重責を担うことになった。また大煙突の設計図には設計者として宮長のほかに尾崎武洋の名がある。設計の総責任者の宮長は大煙突建設時大阪の久原本部勤務であり、他の業務も担当していたために大煙突建設に専心することが出来ず、尾崎が大煙突建設の現場で常時指揮を執ることになる。
大煙突の設計関係資料としては、設計図と監督官庁である農商務省に建設許可申請時に提出した設計計画書が残っており、構造計算書は見つかっていない。設計計画書では煙突本体と基礎部分、そして煙道について記述されている。煙突本体については煙突の高さや太さ、煙突の壁厚といった煙突の形状の他、鉄筋の種類、配筋の状態、コンクリートの調合などが記載され、基礎部分についても基礎の形状、鉄筋の種類、配筋状態、コンクリートの調合について記載されている。また煙道についてもその形状、鉄筋の種類、配筋状態について記載している。
大煙突の構造計算書は残っていないが、耐震設計は当時地震学の権威として知られた大森房吉の助言があったものと考えられている。日立鉱山の大煙突は欧米諸国の設計、技術援助に頼ることなく、宮長平作に率いられた日立鉱山工作課によって設計、建設が進められた。
煙突の建設場所は製錬所から標高でいうと約200メートル高い場所にある標高328メートル地点に建設された。農商務省に提出した申請書や設計図では500フィート（約152.40メートル）の高さとなっているが、実際に建設された大煙突は上記の経過により511フィート（約155.75メートル）である。大煙突は150フィート（約45.72メートル）までは内筒と外筒の二重構造となっている。大煙突の下部を二重構造とした理由は、製錬所の排煙という高温の排出物から煙突壁面を守るためであった。
大煙突外筒の接地部分の内径は35フィート6インチ（約10.82メートル）、鉄筋コンクリート製の壁面の厚さは2フィート（約0.61メートル）、接地部分の外径は39フィート6インチ（約12.04メートル）である。煙突の内径は250フィート（約76.20メートル）の高さまでは高くなるにつれて減少し、250フィートでは25フィート6インチ（約7.77メートル）となり、それ以上の高さは25フィート6インチで均一とした。壁面の厚さは300フィート（約91.44メートル）までは内径と同じく高くなるにつれて減少し、300フィートで8インチ（約0.20メートル）となり、それ以上の高さは8インチで均一とした。従って煙突の頂上部は内径25フィート6インチ（約7.77メートル）、壁面の厚さ8インチ（約0.20メートル）、外径26フィート10インチ（約8.18メートル）となる。なお、大煙突には避雷針が無かったのではと言われることがあるが、実際には建設時に避雷針が設けられていることが確認できる。
内筒は高さ150フィート（約45.72メートル）であり、接地部分の内径は29フィート2インチ（約8.89メートル）、壁面の厚さは内筒は上下とも変わらず6インチ（約0.15メートル）、接地部分の外径は30フィート2インチ（9.19メートル）である。内筒の頂上部では内径26フィート4インチ（約8.02メートル）、外径は27フィート4インチ（約8.33メートル）となる。内筒と外筒とのすき間は、接地部分で2フィート8インチ（約0.81メートル）、内筒の最上部で8インチ（約0.20メートル）としていた。
煙突本体の鉄筋はアメリカ製のジョンソンバー（異形鉄筋）を用いた。外形的には鉄筋コンクリート工事の現場で通常用いられている異形鉄筋とほぼ同一のもので、丸鋼に細い針金を巻きつけたような形状の凸部と縦に筋状の凸部があって、コンクリートとの接着力を高める工夫がなされている。鉄筋の成分的には炭素が少なくリンやイオウが多く含まれた軟鋼であった。この異形鉄筋を大煙突外筒では二重に金網を張るように組み込み、内筒は一重にやはり金網を張るよう組み込んだ。組み込んだ鉄筋同士のつなぎ目（継手）は、重ね継手と呼ばれる鉄筋同士を重ね合わせる方式であり、重なり合った部分を亜鉛メッキされたと考えられる針金で幾重にも巻いて結束するというやり方で処理されている。鉄筋同士の重なり部分（定着長）の長さは鉄筋の太さの40倍となっており、これは2017年現在の基準と全く同一である。大正時代の鉄筋コンクリート建築における継手は、ガスパイプを用いて繋いでいたものが主流であるとされ、それ以前は主にブリキ板を丸めたもので繋いでいたと言われており、大正初期に鉄筋コンクリート建築に重ね継手を採用し、しかも継手の長さ基準も現在と同様なものを採用している例は他に見られない。
コンクリートはセメント、砂、砂利などの骨材を、1:1.5:3の割合で混合したものを用いた。なお、当時はまだコンクリートの調合に水量の規定は設けられていなかった。大煙突は後に1993年（平成5年）に大煙突が上部3分の2が倒壊した後に改修がなされており、改修時に倒壊した煙突のコンクリートを検査した結果、セメントの混合比が高い富調合のコンクリートが用いられていることが明らかとなった。大煙突の建設当時セメントは高価な建材であり、このことからも日立鉱山が大煙突建設に思い切った設備投資を行ったことが見えてくる。またコンクリートの圧縮強度の試験を行った結果、建設後約80年を経過した後の調査であるのにもかかわらず極めて好成績を示しており、日本建築学会が定めるコンクリート強度の指標(JASS 5)に基づく高強度コンクリートの値を越える圧縮強度を出したサンプルもあった。コンクリートの中性化についても、長い期間製錬所の排煙を排出し続け、約80年間風雨に晒され続けた悪条件にもかかわらず、中性化の進行も少なかった。
コンクリートに使用した砂、砂利などについては、砂は当時の新聞によれば磯原海岸から調達したと報道されているが、大煙突崩壊後に行われたコンクリートの検査結果によれば石英、長石、輝石などからなる川砂であると判断された。また砂利は全て砕石であり、閃緑岩や砂岩などが確認された。日立鉱山周辺の地質から、大煙突本体で用いられた砂利は鉱山から掘り出された砕石が活用されたと考えられる。
大煙突本体は監督官庁である農商務省に建設許可申請時に提出した設計計画書において、材料は特に精選したものを用いる計画としており、アメリカから輸入したジョンソンバーの使用、当時高価であったセメントの混合比が高い富混合のコンクリートの使用、そして現在の基準も満足する鉄筋の重ね継手の定着長、やはり基準を凌駕するコンクリート強度などに、大煙突の施工の優秀さが現れている。しかし大煙突建設当時はまだ鉄筋コンクリート建設の黎明期であったため、やはり研究不足であった点も指摘できる。大煙突のコンクリート建築で問題があったのは打ち継目の処理であった。コンクリートを打ち継ぐ場合、コンクリート表面に形成されたレイタンスを除去した上で更にコンクリートを5センチメートル程度はつり取る必要があるとされる。しかし当時、コンクリートの打ち継目処理についての必要性がまだ十分に認識されておらず、処理が全くなされないままでコンクリート打ちがなされたと考えられている。この打ち継目部分の欠陥が、後の1993年（平成5年）に大煙突が上部3分の2が倒壊した原因であると推定されている。

#### 大煙突の基礎部分

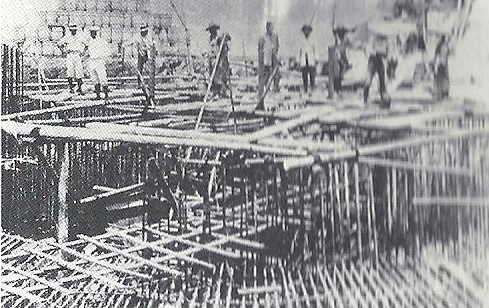
大煙突の基礎工事光景

大煙突の基礎部分は、直径85フィート（約25.91メートル）の円形であり、大煙突本体直下は13フィート（約3.96メートル）の深さである。基礎の深さは大煙突本体直下から内側、外側とも徐々に薄くなり、内側、外側とも最も薄い部分で4フィート（約1.22メートル）となる。基礎部分も鉄筋を組んだ上でコンクリートを打ち込む鉄筋コンクリート造であり、大煙突本体ではアメリカ製の異形鉄筋を用いたが、基礎部分については丸鋼が用いられている。また基礎部分のコンクリートは、セメント、砂、砂利などの骨材の混合比が1:3:5のものが用いられた。
なお、1974年4月に名古屋大学工学部土木工学科によって行われた大煙突の振動測定結果から、大煙突の基礎部分は極めて良好な状態にあると診断されている。

#### 煙道
大煙突の煙道は、これまでに建設され、稼働中であった八角煙突、第3煙突から煙道を延長する形で建設された。煙道は煙突本体と同じく鉄筋コンクリート製で総延長は約413メートル。断面の上部は放物線、下部は楕円形をした形状で造られた。鉄筋は大煙突の基礎部分と同じく丸鋼を使用した。

### 困難を極めた建設

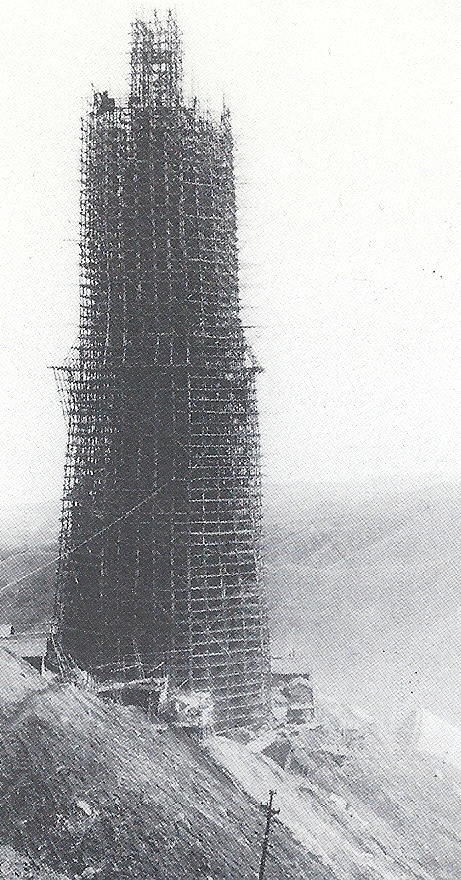
建設中の大煙突の足場

大煙突の建設が農商務省から認可されると、さっそく建設工事が始まった。工事は基礎部分の建設から始められた。建設予定地点の岩盤まで直径約25.9メートル、深さは約4メートル地面を掘り下げ、鉄筋を組んだ上でコンクリートを打ち込んだ。基礎部分の鉄筋に使用した丸鋼は145トン、使用したコンクリートは約3,500トンであった。当時まだ大規模な鉄筋コンクリート建築が行われていない時代であったため、基礎工事からしてその規模の大きさは工事従事者たちを驚かせた。
基礎が完成した後、いよいよ煙突本体の工事が始まった。まずは高い建造物を建設するために必要な足場を組むことから始まった。足場に使用した丸太は平均長4間（約7.27メートル）のものが約30,000本、丸太を組むのに当初は縄や針金を使用したが、強度不足のためシュロ縄に変えられたという。シュロ縄は全部で54,000把使用され、本体工事終了後に足場が解体されて運び出されたシュロ縄屑は合計60トンに達したという。当時の足場は鉄骨ではなく丸太で作られたこともあって大煙突の足場は巨大なものとなった。
足場は全体として八角形に組まれ、足場内部には幅約60センチの螺旋階段が設けられ、作業員がすれ違うことができるように1坪程度の避難所が数カ所設けられた。なにせ150メートルを越える大煙突の建設であり、このような高所まで足場を組む技術を備えた鳶職は日立には居なかった。大煙突の足場を組んだ鳶職は一部は東京あたりからやってきたとも伝えられているが、主に九州からやってきたと言われている。20名近くの鳶職は高い技術で大煙突の足場を作っていったが、足場建設もさることながら工事完成後の足場解体が難しかったとのエピソードが残っている。
足場の中ではまず約10名の鉄筋工がアメリカから輸入されたジョンソンバーを針金で結束していき、続いてコンクリートが打ち込まれていった。国道6号線の宮田川にかかる日立橋周辺に当時あった広い川原に、コンクリート材料を練る作業場が設けられ、そこでセメント、砂、骨材である砂利が混ぜられた上で人力で大煙突の作業現場まで運ばれた。運搬作業員たちは材料が混合されたコンクリートが約2貫（約7.5キログラム）入った背負い箱を背負い、大煙突の建設現場まで運んだのである。大煙突のコンクリート打ちの工事現場には水が上げられるようになっていたと考えられ、運搬作業員たちが運んだコンクリート材料を水で練った上でコンクリート打ちの作業が行われていった。宮田川の川原に設けられた作業所から人力でコンクリート材料を、標高328メートルに建設する150メートルを越える高さとなる大煙突の工事現場まで人力で運ぶため、運搬作業は午前7時には開始され、約300名の運搬作業員が1日2回、運んだと伝えられており、文字通り人海戦術であった。大煙突の工事が始まった頃はまだしも、工事が進むにつれて煙突はどんどんと高くなっていく。足場内部に設けられた幅約60センチの階段は簡単なつくりのものであり、足場が高くなっていくと大きな幕を張って高さを感じさせないよう工夫がなされたものの、ぐらぐらと揺れ、風が吹くともう恐怖であったという。何とか現場まで到着してコンクリート材料を運び終えた後が、荷が軽くなって一番危険であると作業員同士お互い励まし合い、日立鉱山の監督者などからも危険を避けるためかよく怒鳴られていたという。

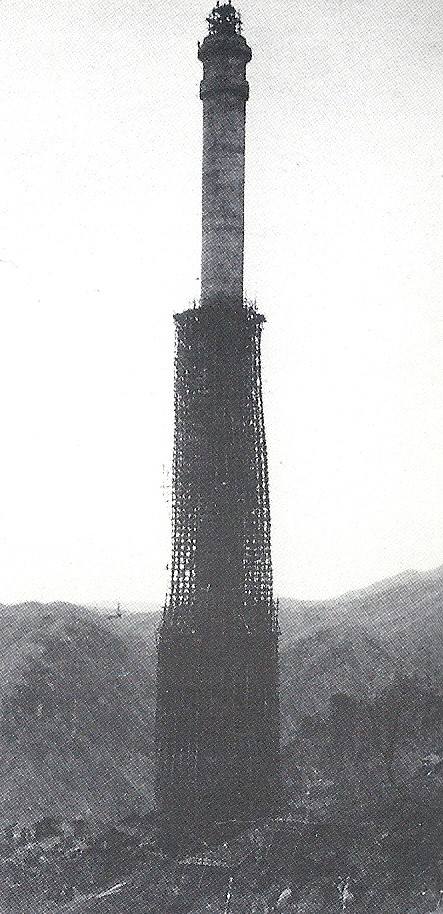
建設終了して足場解体中の大煙突

前述のように大煙突の設計、施工の最高責任者は宮長平作であったが、事実上の現場の最高責任者は尾崎武洋であった。尾崎は現場監督として日夜建設労働者たちと文字通り寝食をともにし、また高所での工事も現場で監督し、完成した155.75メートルの大煙突頂上の作業場で昼寝をしたとも伝えられている。そして尾崎の他に岸本啓三が現場で指揮、監督を行ったとされている。
大煙突建設に従事した労働者数は、日立鉱山史によれば男性32,389名、女性4,451名の計36,840人に及んだ。多くの労働者は東北地方から募集に応じて日立までやってきた。工事現場の日当が当時は通常18銭から20銭であったというが、大煙突建設工事の場合、倍以上の45銭であり、日当の良さのため労働者はすぐに集まり、現場での生活環境も東北などより好条件であったこともあって、勤務状況も良好であったという。また高所で足場を組む鳶職には驚くほどの高賃金を支払ったと言われている。
また大煙突建設に必要な物資の輸送については、前述のようにコンクリートは文字通り人海戦術で運搬したとされているが、重量がある鉄筋や足場用の丸太などの物資の輸送についてどのようにして行ったのかがはっきりとしていない。当時、日立鉱山の物資輸送に索道が利用されていたため、大煙突の建設用に索道が建設されたのではないかとの推測がある。大煙突建設用の資材は前述のように現在の国道6号線日立橋付近と、あとは精錬所がある大雄院に集められたと言われており、そのうち大雄院に集められた物資の大煙突工事現場までの輸送には索道が使用されたのではとも言われている。しかし大煙突建設関係の資料や当時撮影された写真からは索道があったという証拠は見つかっていない。
大煙突建設における死者は2名とも3名とも言われているがはっきりとしない。工事経費は総額で152,218円と伝えられているが、日立鉱山の大煙突建設直後に建設された佐賀関の大煙突工事費用から推測すると、152,218円は大煙突の本体工事のみの金額であり、煙道工事分は計上されていないと考えられる。佐賀関大煙突の煙道建設費用からの推定では、日立鉱山の大煙突の煙道工事も10万円を超えたのではと言われている。
なお、日立鉱山の大煙突建設時に使用された巨大な外足場は、そのあまりの巨大さと風が吹いたときなどの危険性の問題を設計責任者である宮長平作は強く認識した。そのため1916年（大正5年）に建設された550フィート（約167.64メートル）の佐賀関の大煙突では、九州が台風の常襲地域であることなどを考慮して、内足場の特許を持つアメリカのウエーバー・チムニー・カンパニー（Weber Chimney Company）の設計、技術指導を受けて建設が進められることになった。

## 大煙突の完成と煙害

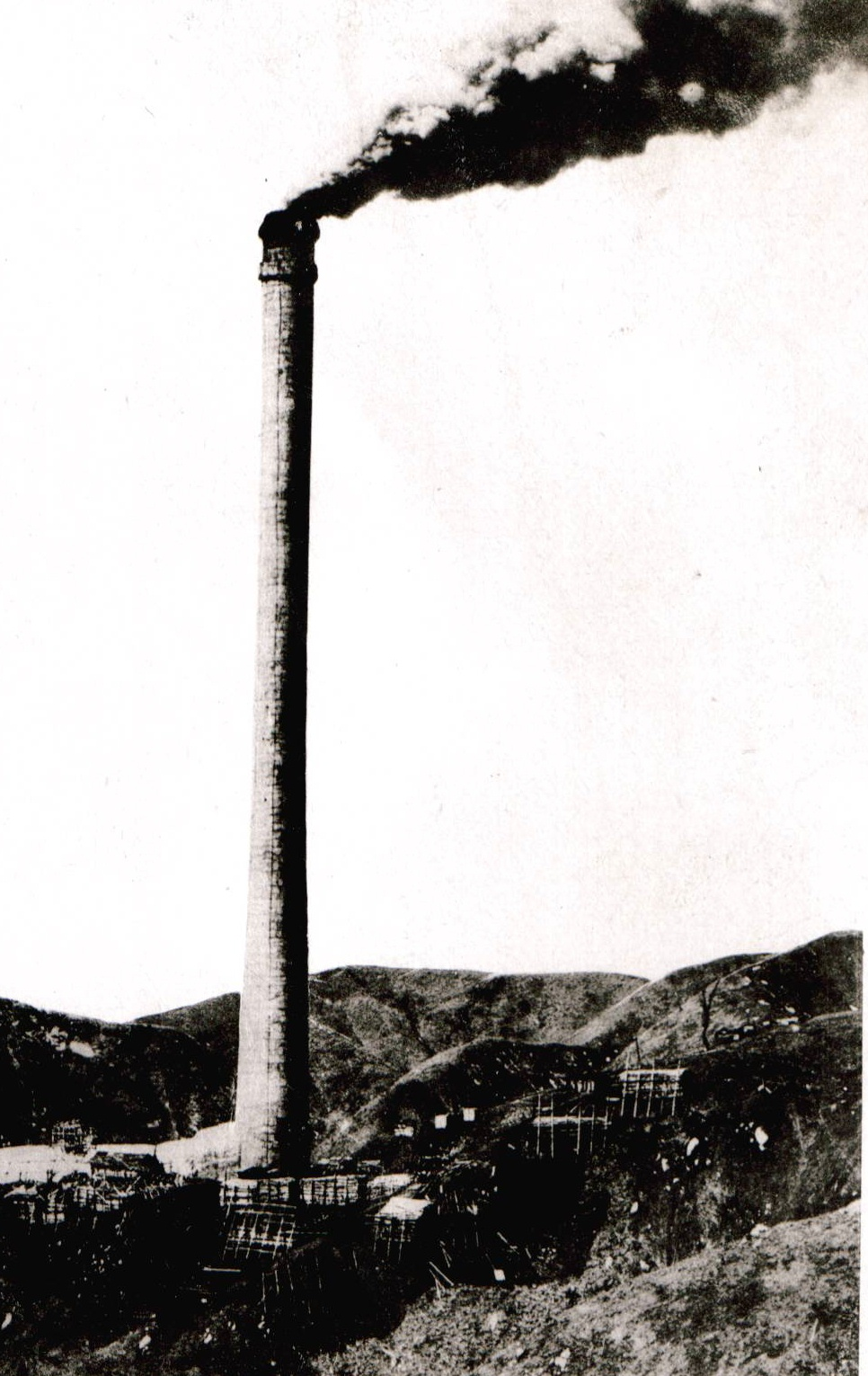
完成した大煙突

大煙突の建設は当初、1914年（大正3年）中に終わらせる予定であった。しかし第一次世界大戦の勃発によって鉄材の需給状況が変化したのに加えて、ドイツ帝国海軍巡洋艦がアジア方面にも出没していたこともあって鉄材の輸入が遅れてしまい、1915年（大正4年）3月15日まで完成予定を延期する手続きを取った。それでも1914年（大正3年）12月20日には大煙突本体工事は完成し、煙道などの付帯工事も1915年（大正4年）2月25日には2月中の完成の目途が立ったため、農商務省に使用開始の許可を求めた。翌26日には農商務省から使用を許可する旨の連絡があり、1915年（大正4年）3月1日に大煙突は使用開始されることとなった。
大煙突の完成後、日立鉱山や鉱山に近い入四間などでは煙害は激減した。このように製錬所に近い場所の被害は明らかに減少した。また日立鉱山の南側も被害が少なくなったが、北側はかえって被害が増えたとの報告がなされている。また、大煙突の使用開始後は風向きがおおむね西から東である冬季は煙害の心配がほぼなくなったものの、主に春から夏にかけて、海から内陸に向けて風が吹くような気象条件が続くと以前よりも広範囲に煙害が発生することになった。この点では高い煙突が煙害を拡大するという大煙突建設前の懸念が現実のものとなった。
また、大煙突完成当時は第一次世界大戦の最中であり、折からの好景気の影響で日立鉱山では銅の増産が急ピッチで進められていた。銅の増産は当然排出される亜硫酸ガスの絶対量の増加をもたらす。結局日立鉱山側は大煙突とともに、気象観測網を大々的に整備して、煙害の発生が予測される天候時には、製錬に制限を加える制限溶鉱を煙害発生の危険性に応じて段階的に実施して、タバコなどの農作物被害を軽減させる方策を取ることになった。
大煙突による入四間など日立鉱山に近い地域での煙害の激減と、制限溶鉱によるタバコなどの農作物の煙害軽減によって、日立鉱山の製錬排煙に伴う激しい煙害は少なくなっていった。もちろん煙害そのものが無くなったわけではないが、激甚な被害が減少したため、日立鉱山の支払う煙害の補償金は1914年（大正3年）度の約24万円をピークに大幅に減少していく。
大煙突が煙害防止にもたらしたもう1つの利点は、高い煙突であるがゆえに、広範囲で排煙の状況や煙の流れる方向が確認できるようになったことが挙げられる。つまり地元民からも製錬所の排煙を目で監視することが容易となり、対応がしやすくなったのである。そして日立鉱山の大煙突が煙害問題について挙げた成果によって、日本では高い煙突を用いて排煙を行うことが主流となっていった。

### 一千尺煙突構想とその挫折

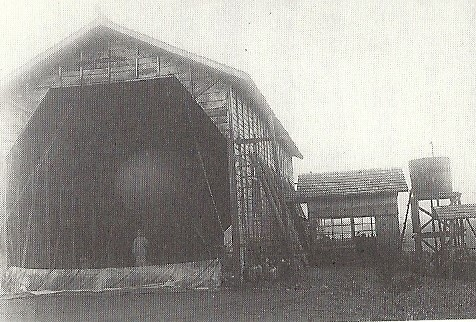
久原房之助が提唱した、1000尺の超大煙突建設に向けて開始された高層気象観測で用いられた係留気球。気球は格納庫内に収められている。

大煙突と制限溶鉱によって激しい煙害は激減し、煙害の補償金支払額も大幅に減少した。煙害による負担が軽減され、日立鉱山は一息ついた形になったが、日立鉱山の経営者である久原房之助はここで安心しなかった。なぜならば大煙突完成当時、世界は第一次世界大戦の真っ最中で、銅需要は文字通りうなぎ登りであり、好景気も続いていた。そのため日立鉱山は製錬所の設備の増強に着手しており、銅生産高も急カーブで上昇していた。銅の製錬量の増加は亜硫酸ガスの排出量増大に直結する。大煙突の完成とその効果を確認する間もなく、久原は1,000尺（約303.03メートル）の超大煙突建設構想をぶち上げた。
そもそも1,000尺の大煙突については大煙突設計者の宮長平作が、もし511フィートの大煙突の煙害防止効果が思わしくなかった場合、さらに高い大煙突建設に踏み切らざるを得なくなる可能性があると考え、1,000尺程度の大煙突の設計を試みたことがあったという。大煙突の効果に自信を深めた久原は、日立鉱山における事業の更なる拡大を目指して新たに1,000尺の大煙突建設を構想し、まずは高層気象観測を命じたのである。
こうして1915年（大正4年）12月より高層気象観測が行われた、観測は係留気球を用い、気球を揚げた後、高度100メートルごとに5分間停止して気圧、気温、湿度、風向、風力などを計測し、天候が静穏な場合には1,400メートル程度まで観測を行った。そして気球による気象観測と同時並行で地上でも気象観測を行った。またゴム製の測風気球による観測も毎日2回、継続して実施した。この気象観測によって気温の逆転層の存在を確認し、さらには高度による海風、陸風の変化など、貴重なデータが集められた。しかし1918年（大正7年）11月に第一次世界大戦は終結し、早くも1919年（大正8年）の銅生産高は減少に転じた。その後1920年（大正9年）からは深刻な不況期に突入することになる。戦争の終結と景気の後退は銅需要の低下をもたらし、日立鉱山の銅の製錬量も減少していったため、1,000尺の大煙突建設の必要性は消滅し、計画は中止となった。その結果、まず1919年（大正8年）11月末には高層気象観測の主要部門が廃止となり、ゴム製の測風気球による観測のみ高萩で継続されたが、1924年（大正13年）1月には完全廃止となった。

## その後の大煙突と煙害問題

### 煙突掃除と集塵装置
煙害の主因は亜硫酸ガスの排出であるが、前述のように排煙中に含まれる鉱石や金属の微粒子である煙塵も原因の1つである。そのため煙突には通常煙塵を除去することを目的とした沈降室が設けられたり、日立鉱山の大煙突のような長い煙道を設けたりした。煙塵にもわずかな重力が働くため、長大な煙道を移動していく間にその多くが沈降する。その結果、大煙突から排出される時点では煙塵の多くが除去されているという仕組みである。ところで煙塵内には多くの金属が含まれており、日立鉱山では正月と7月の山神祭の休日を利用して煙道から煙塵を回収する慣例となっていた。日立鉱山の場合、煙塵内に銅の他に金、銀が多く含まれており、昭和戦前期の戦時体制が強化される前は、このいわゆる煙突掃除で回収した金、銀、銅で山神祭の経費を賄っていたとの記録も残っている。
やがて沈降室や長大な煙道によっても除去しきれない煙塵を回収することを目的として、集塵装置がつけられるようになった。日本の主力銅鉱山の中ではまず足尾銅山が1918年（大正8年）、アメリカのコットレルが発明したコットレル式の集塵装置を導入した。このコットレル式集塵装置は電気集塵機であり、足尾銅山に続いて別子銅山で採用され、良好な成績を挙げた。日立鉱山では1936年（昭和11年）、コットレル集塵機を煙道中ほどにある第3煙突手前に設け、煙塵を除去することになった。このコットレル集塵機の完成によって煙塵の9割以上が回収されるようになり、集塵機で回収された煙塵は毎日採取されて溶鉱炉へと戻されていた。
コットレル式集塵装置の採用後の1939年（昭和14年）、かつて煙害対策の一環として明治末年から大正初期にかけて取り組まれた理化学的方法による亜硫酸ガス除去の第一歩がなされることになった。ルルギ式硫酸工場の完成である。日立鉱山では硫化鉱としては販売が困難な硫黄分35パーセント程度の含銅硫化鉄鉱を産出していた。これは硫化鉱として販売するのには硫黄分が低すぎる半面、日立鉱山の通常の製錬ルートで処理を行うには硫黄分が多すぎるため関係者を悩ませていた。銅を含んでいる鉱石であるため無理をしながら製錬に回していたのであるが、硫黄分が多いため亜硫酸ガスの発生もまた多量となり、まさに頭痛の種であった。ルルギ式接触法を採用した硫酸工場の完成後は、この硫黄分35パーセント程度の含銅硫化鉄鉱を原料として硫酸を製造し、硫酸製造後に製錬に回されるようになった。このように硫酸工場の稼動開始によって、かつて挫折した理化学的方法による亜硫酸ガス除去の実効的な取り組みが始まった。

### 大煙突と迷彩
戦争が激しさを増す中で、高いために遠くからでも目立つ大煙突に対する懸念が発生した。空襲や艦砲射撃の目標物となってしまうのではないかとの恐れであった。1942年（昭和17年）12月、日立では特別防空演習が行われ、同時期に水戸の茨城県庁で防空施設打ち合わせ会が開催され、防空対策として偽装や灯火管制などが申し合わされた。このような情勢下、防空上の要請として大煙突に迷彩を施すことが決定された。
大煙突には建設以来久しぶりとなる約50メートルの足場が組まれ、大煙突の下部約3分の1に迷彩を施す工事が行われた。この工事の施工業者は不明であるが、地元日立の塗装業者が手がけたという記録が残っていないため、当時の大手建設会社のいずれかが行ったものと考えられている。迷彩の塗料はコールタールが使用され、黒いゼブラ状の迷彩が施された。結局大煙突は日立空襲の空襲、艦砲射撃時も無事であったが、戦後公開された米軍資料には大煙突に関する記載は一切無く、実際に大煙突が米軍の攻撃目標とされたのかどうかは不明である。

### 理化学的手法による亜硫酸ガス処理の完成
戦後になると排煙中に含まれる亜硫酸ガスの除去について、長足の進歩がなされるようになる。まず1951年（昭和26年）には高濃度の亜硫酸ガスの発生源であった製錬の転炉ガスと焼結炉ガスを利用した、ルルギ式接触法による硫酸工場が完成する。この硫酸工場の稼動開始によって日立鉱山が排出する亜硫酸ガスはほぼ半減し、煙害は激減した。この煙害の激減を受けて、大煙突と制限溶鉱による煙害防止策を支えてきた日立鉱山の充実した気象観測網はその役目を終え、1952年（昭和27年）2月に廃止されることになった。しかし神峰山観測所についてはこれまでの気象観測の実績と茨城県北部における重要な気象観測点であるため、気象庁など気象関係者から廃止に反対する意見が出され、1952年（昭和27年）6月に日立市営の日立市天気相談所の発足に併せて日立市に神峰山観測所の機能が引き継がれることになった。なお、神峰山の気象観測は1973年（昭和48年）以降、無人の機械観測となっている。
1951年（昭和26年）の硫酸工場では、溶鉱炉から排出される濃度の低い亜硫酸ガスは硫酸製造工程に乗らなかったためにそのまま排出され続けた。この残り約半分の亜硫酸ガスの処理が続いての課題となった。この課題は製錬法の革新によって乗り越えられた。これまでの溶鉱炉を使用する製錬法から、溶鉱炉を省略していきなり転炉から工程を始める酸素製錬法が実用化したため、転炉で発生する高濃度の亜硫酸ガスから硫酸を製造するようになったのである。1958年（昭和33年）に稼動が開始された後、亜硫酸ガスは約7割前後除去されるようになった。
そして1972年（昭和47年）12月、製錬で発生する亜硫酸ガスの98パーセントという、ほぼ全量を硫酸製造に使用できる自溶炉法の製錬所が完成した。こうして日立鉱山の亜硫酸ガスによる煙害問題はようやく終結を迎えた。この頃、高度経済成長に伴い、日本全国各地で公害問題が極めて大きな社会問題としてクローズアップされていた。このような時代背景もあって、日立鉱山の大煙突は思いもかけない形で脚光を浴びることになる。

### 大煙突の健康診断
1968年（昭和43年）8月6日に発生した宇和島沖地震によって、日立鉱山の大煙突の弟分とも言える佐賀関の大煙突は最上部約8メートルが崩落する。日立鉱山の大煙突と佐賀関の大煙突はともに完成後50年を越え、老化が心配されだした頃に起きた煙突最上部の崩落は、関係者に両煙突の耐久性調査の必要性を痛感させることになった。日立鉱山の大煙突と佐賀関の大煙突ともに使用中の煙突であったため、調査は非破壊的なものに限定されてしまったが、名古屋大学工学部土木工学科の手によって両煙突の耐久性調査、いわば健康診断が実施されることになった。
日立鉱山の大煙突の調査は1974年（昭和49年）4月23日、24日に行われた。調査は大煙突の基礎部分で煙突の常時微動を測定し、振動を分析して煙突の現状を推定するとともに、落下していた大煙突のコンクリート片の分析を行った。大煙突には足がかりとなるものは何も無く、登っての調査には大きな危険が伴うために煙突本体の調査は振動測定のみとなった。
調査の結果、煙突本体、煙突の基礎ともに良好であり、コンクリートの強度、中性化などについても問題が無いことが明らかとなった。大煙突の健康診断の結果としては基本的には健康状態に大きな問題がないとされた。しかしコンクリートの落下が見られることや、煙突表面のところどころによだれを垂らしたかのような模様が見受けられる点から、大煙突のコンクリートの一部に施工不良があり、その部分から剥がれ落ちていると見なした。なおコンクリート脱落の原因は、大煙突建設時点はコンクリート建設が広まり始めた頃であり、当時の鉄筋コンクリート工事の状況から考えると打ち継目の処理に難があったためであると判断している。

## 鉱工業都市日立の象徴となる

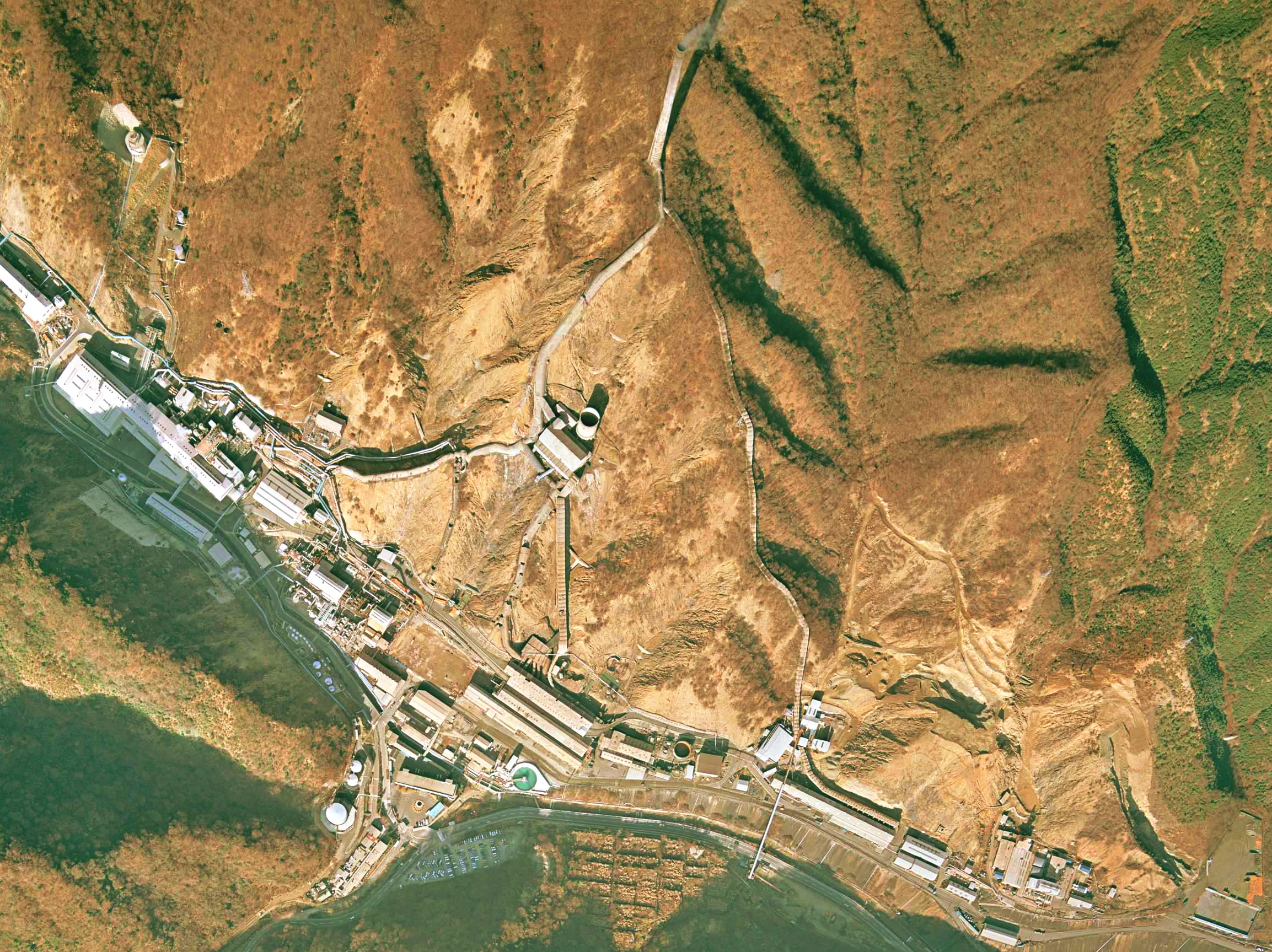
日立鉱山の工場群と大煙突（写真中央上部）
（1975年）。

日立鉱山の大煙突は、その威容から建設直後から地元日立の多くの歌に歌われるようになった。中でも最も古いものは大煙突が完成した同じ年の1915年（大正4年）11月に発行された日立製作所芝内寮の寮歌であるとされる。また日立市内の小学校の校歌では大煙突が数多く歌われており、その他、日立市民の歌や日立小唄の中で大煙突が詠み込まれた。このように大煙突の姿は日立市民の中に定着し、故郷の一風景として愛着を持つようになっていった。

### 『ある町の高い煙突』
日立市営の日立市天気相談所の発足時、那珂湊の気象観測所から所長として山口秀男が赴任した。日立市天気相談所への赴任後、山口は一企業が運営するにはあまりに大規模かつ本格的であったかつての日立鉱山の気象観測網についての疑問を抱いた。調べていくうちに山口は日立鉱山の煙害問題の経過を知り、その中で鉱害問題に被害者側から解決に尽力した関右馬允に出会い、関から煙害問題のいきさつについて聞くことになった。山口の友人には気象の専門家であった作家の新田次郎がいた。新田は日立を訪れた際に旧友の山口から日立鉱山の煙害問題のいきさつを聞き、山口の案内でかつて日立鉱山の気象観測所であり、当時は日立市天気相談所が運営していた神峰山観測所を見学し、日立市天気相談所では日立鉱山から引き継がれた膨大な気象データを見た。さらに山口は新田に関右馬允を紹介した、このような経過を経て小説『ある町の高い煙突』が執筆されることになった。
前述のように昭和30年代以降の高度成長期、目覚しい鉱工業の発展とはうらはらに公害問題に対する対処は後手後手に回っていた。全国各地で公害問題が顕在化し、とりわけ四大公害病は極めて大きな社会問題となっていた。このような中で大煙突の建設に代表されるかつての日立鉱山の鉱害問題に対する取り組みを知った新田は、日立鉱山の大煙突建設を中心テーマとした小説、『ある町の高い煙突』を執筆し、潮出版社の『週刊言論』昭和43年4月3日号から同年10月23日号に連載し、翌1969年（昭和44年）1月には文藝春秋から刊行された。『ある町の高い煙突』の発表後、これまで地元日立でも広く知られていたとは言い難かった大煙突建設のいきさつが一躍世に知られるようになり、公害防止のシンボル、そして日立市のシンボルとなっていった。
『ある町の高い煙突』が刊行された翌年の1970年（昭和45年）には、日立市演劇研究会が『ある町の高い煙突』を演劇にして上演した。この初上演の際に、日立市内の高校教諭が作詩し、幼稚園長が作曲した『ある町の高い煙突』の曲が劇のテーマ音楽として公開され、後に日立市出身の作曲家、宇都宮正人が編曲している。このように小説『ある町の高い煙突』の発表後、大煙突は鉱工業都市日立の象徴としての存在を確固なものとした。

### 大煙突をめぐって
1989年（平成元年）10月から11月にかけて行われた日立市制50周年記念行事の中で、日立市かみね公園内の大煙突を望む場所に、『ある町の高い煙突』の文学碑が建立されるなど、大煙突を取り上げた行事が行われた。1990年（平成2年）には日立市青年会議所主催により、日立の新たな街づくりの一環として大煙突ウォッチング、大煙突のライトアップが実施された。その後も日立では継続的に大煙突をテーマとした行事が行われていた。

## 大煙突の倒壊

### 大煙突をめぐる状況の変化

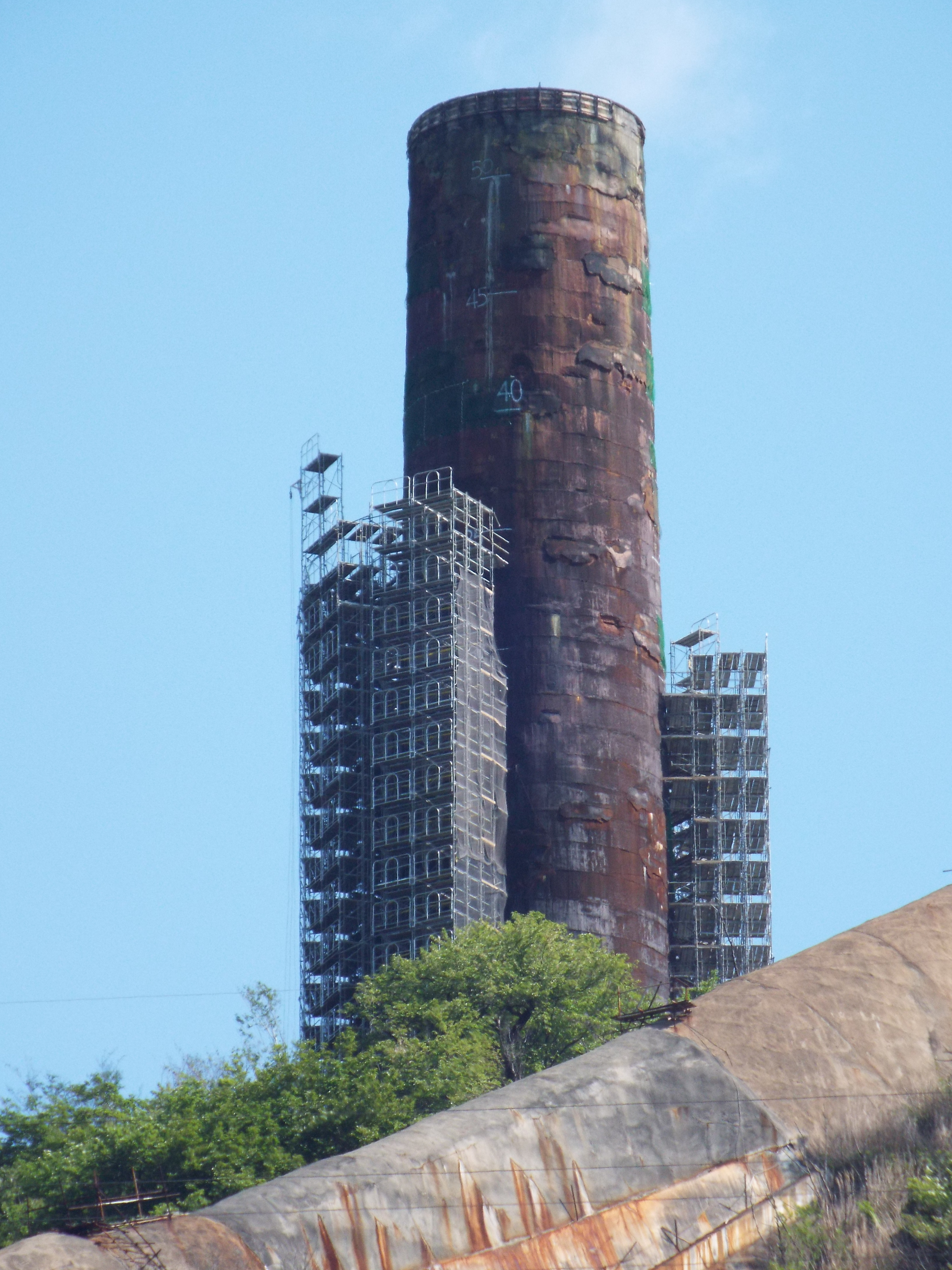
現在の大煙突

1973年（昭和48年）に始まった第一次石油危機による経済停滞の結果、日本国内では銅の需要が低下して大量の滞貨を抱えるようになった。しかし大量の滞貨にもかかわらず、銅鉱石の輸入は長期契約に縛られて思うように減らすことができず、銅の製錬部門は極めて苦しい経営を強いられるようになった。このため、当時の日本鉱業（現在のJXTGホールディングスならびにJX金属）は日立の製錬所を閉鎖して製錬事業は佐賀関一本に絞る決定を行い、1972年（昭和47年）12月に操業開始した、煙害を最終的に解決した自溶炉法の製錬所は、わずか4年足らずの1976年（昭和51年）7月に操業終了となった。その後日立では佐賀関で製錬された粗銅を電解精錬により電気銅とし、さらに電解精錬の陽極泥から金、銀、白金などを回収する事業を中心に行うようになった。また1978年（昭和53年）には産業廃棄物から銅などの有用金属を回収するリサイクリング溶解炉が運転を開始する。製錬所の閉鎖後、日立では亜硫酸ガスを大量に発生させる事業自体が無くなった。しかし大煙突は日立で行われている電解精錬、リサイクリング溶解炉事業などから排出される排煙の煙突として現役を続けた。そして1981年（昭和56年）9月30日、大煙突の生みの親ともいうべき日立鉱山が、採掘対象となる鉱石を掘りつくしたことによって閉山となった。

### 倒壊とその後
1976年（昭和51年）7月の自溶炉閉鎖後、大煙突の老化がささやかれるようになった。煙突表面の汚れやコンクリートの脱落が目立つようになってきたのである。1991年（平成3年）の夏頃には大煙突の一部に穴が開いているのが確認され、斜めに亀裂が走っているのも発見された。このような大煙突の老朽化が明らかとなったため、煙突の保全策の検討が始まり、ゼネコンへの接触も始めていた。しかし修理を行うにしても大煙突の巨大さと現場の足場の悪さ、そして何よりも作業中にコンクリート片が落下する危険性があり、修理を行うにしても困難が予想された。
1992年（平成4年）11月末には大煙突最上部の鉢巻部分の一部が欠けたことが確認された。そして1993年（平成5年）に入ると、煙突本体が傾いていることが観察された。これは大煙突にいよいよ寿命が訪れようとしている予兆と見られた。
1993年（平成5年）2月19日、大煙突は下部約3分の1を残して倒壊し、煙突の倒壊によって落下したコンクリートによって煙道の一部も破損した。倒壊の原因は1974年（昭和49年）に名古屋大学工学部土木工学科が大煙突の調査を実施した際に指摘した、建設時にコンクリートの打ち継目処理が不十分であった点にあると考えられている。また崩落したコンクリートの量は約1,200トンと推定された。大煙突の倒壊は煙突を長年シンボルとしてきた日立市民に大きな衝撃を与えた。マスコミ各社は日立のシンボルの倒壊を報道し、大煙突の周辺は危険防止のために立ち入り禁止とされたが、連日多くの市民が大煙突の倒壊現場近くを訪れ、また大煙突を望む大雄院にも多くの市民が詰め掛けた。
大煙突の倒壊後、日立市民文化事業団を中心として大煙突記念碑建設委員会が結成された。大煙突記念碑建設委員会は日立市民、各企業の協力を得て、日立市かみね公園内に1989年（平成元年）11月に建立された『ある町の高い煙突』文学碑の隣に立てることを決定し、大煙突倒壊1周年に当たる1994年（平成6年）2月19日に除幕式が行われた。
大煙突は1993年（平成5年）2月19日の倒壊後、約3分の1の54メートルの高さとなった。倒壊後には改修が行われ、煙突としての利用が継続されている。大煙突が鉱害問題への対処のモデルケースとして称揚されていることについては、虚像に基づくものであると批判する意見もある。一方、日立鉱山の流れを汲むJX金属（日鉱金属→JX日鉱日石金属を経て現社名に改名）では、困難に直面しても問題に真正面から取り組み、企業活動と地域との共存共栄を目指すという「大煙突精神」が企業グループの理念として生き続けているとしており、高さは往時の3分の1となってしまったものの大煙突が持つ意味は今なお色あせていないとしている。